# Włochy na Letnich Igrzyskach Olimpijskich 2020
Włochy na Letnich Igrzyskach Olimpijskich 2020 reprezentowało 373 zawodników: 193 mężczyzn i 180 kobiet. Był to 28. start reprezentacji Włoch na letnich igrzyskach olimpijskich.

## Zdobyte medale[3]
| Medal  | Zawodnik                                                                                   | Dyscyplina             | Konkurencja                                 | Rezultat                                                                                | Data       |
| ------ | ------------------------------------------------------------------------------------------ | ---------------------- | ------------------------------------------- | --------------------------------------------------------------------------------------- | ---------- |
| Złoto  | Vito Dell’Aquila                                                                           | Taekwondo              | kategoria do 58 kg mężczyzn                 | w finale pokonał reprezentanta Tunezji Mohamed Khalil Jendoubi 16:12                    | 24 lipca   |
| Złoto  | Valentina Rodini, Federica Cesarini                                                        | Wioślarstwo            | dwójka podwójna wagi lekkiej kobiet         | 6:47,54                                                                                 | 29 lipca   |
| Złoto  | Marcell Jacobs                                                                             | Lekkoatletyka          | bieg na 100 m mężczyzn                      | 9,80                                                                                    | 1 sierpnia |
| Złoto  | Gianmarco Tamberi                                                                          | Lekkoatletyka          | skok wzwyż mężczyzn                         | 2,37 m                                                                                  | 1 sierpnia |
| Złoto  | Ruggero Tita, Caterina Banti                                                               | Żeglarstwo             | klasa Nacra 17                              |                                                                                         | 3 sierpnia |
| Złoto  | Simone Consonni, Filippo Ganna, Francesco Lamon, Jonathan Milan                            | Kolarstwo torowe       | Wyścig drużynowy na dochodzenie mężczyzn    | 3:42,032                                                                                | 4 sierpnia |
| Złoto  | Antonella Palmisano                                                                        | Lekkoatletyka          | Chód na 20 km kobiet                        | 1:29:12                                                                                 | 5 sierpnia |
| Złoto  | Massimo Stano                                                                              | Lekkoatletyka          | chód na 20 km mężczyzn                      | 1:21:05                                                                                 | 5 sierpnia |
| Złoto  | Luigi Busa                                                                                 | Karate                 | Kumite do 75 kg mężczyzn                    | W finale pokonał reprezentanta Azerbejdżanu Rafael Ağayev 1:0                           | 6 sierpnia |
| Złoto  | Lorenzo Patta, Marcell Jacobs, Fausto Desalu, Filippo Tortu                                | Lekkoatletyka          | sztafeta 4 × 100 m                          | 37,50                                                                                   | 6 sierpnia |
| Srebro | Luigi Samele                                                                               | Szermierka             | Szabla indywidualnie mężczyzn               | W finale uległ reprezentantowi Węgier Áron Szilágyi 7:15                                | 24 lipca   |
| Srebro | Alessandro Miressi, Thomas Ceccon, Lorenzo Zazzeri, Manuel Frigo, Santo Condorelli         | Pływanie               | sztafeta 4 × 100 m stylem dowolnym mężczyzn | 3:10,11                                                                                 | 26 lipca   |
| Srebro | Diana Bacosi                                                                               | Strzelectwo            | Skeet kobiet                                |                                                                                         | 26 lipca   |
| Srebro | Daniele Garozzo                                                                            | Szermierka             | floret indywidualnie mężczyzn               | W finale uległ reprezentantowi Hongkongu Cheung Ka Long 11:15                           | 26 lipca   |
| Srebro | Giorgia Bordignon                                                                          | Podnoszenie ciężarów   | kategoria do 64 kg kobiet                   | 232 kg                                                                                  | 27 lipca   |
| Srebro | Luca Curatoli, Luigi Samele, Enrico Berre, Aldo Montano                                    | Szermierka             | szabla drużynowo mężczyzn                   | W finale ulegli reprezentacji Korei Południowej 26:45                                   | 28 lipca   |
| Srebro | Gregorio Paltrinieri                                                                       | Pływanie               | 800 m stylem dowolnym mężczyzn              | 7:42,11                                                                                 | 29 lipca   |
| Srebro | Mauro Nespoli                                                                              | Łucznictwo             | turniej indywidualny mężczyzn               |                                                                                         | 31 lipca   |
| Srebro | Vanessa Ferrari                                                                            | Gimnastyka sportowa    | ćwiczenia wolne kobiet                      | 14,200 pkt                                                                              | 2 sierpnia |
| Srebro | Manfredi Rizza                                                                             | Kajakarstwo            | K-1 200 m mężczyzn                          | 35,080 s                                                                                | 5 sierpnia |
| Brąz   | Odette Giuffrida                                                                           | Judo                   | kategoria do 52 kg kobiet                   | W walce o brązowy medal pokonała reprezentantkę Węgier Réka Pupp                        | 25 lipca   |
| Brąz   | Elisa Longo Borghini                                                                       | Kolarstwo szosowe      | wyścig ze startu wspólnego kobiet           | 3:54:14                                                                                 | 25 lipca   |
| Brąz   | Mirko Zanni                                                                                | Podnoszenie ciężarów   | kategoria do 67 kg mężczyzn                 | 322 kg                                                                                  | 25 lipca   |
| Brąz   | Nicolò Martinenghi                                                                         | Pływanie               | 100 m stylem klasycznym mężczyzn            | 58,33                                                                                   | 26 lipca   |
| Brąz   | Maria Centracchio                                                                          | Judo                   | kategoria do 63 kg kobiet                   | W walce o brązowy medal pokonała reprezentantkę Holandii Juul Franssen                  | 27 lipca   |
| Brąz   | Rossella Fiamingo, Federica Isola, Mara Navarria, Alberta Santuccio                        | Szermierka             | Szpada drużynowo kobiet                     | W pojedynku o brązowy medal pokonały reprezentację Chin 23:21                           | 27 lipca   |
| Brąz   | Federico Burdisso                                                                          | Pływanie               | 200 m stylem motylkowym mężczyzn            | 1:54,45                                                                                 | 28 lipca   |
| Brąz   | Matteo Castaldo, Marco Di Costanzo, Matteo Lodo, Giuseppe Vicino                           | Wioślarstwo            | Czwórka bez sternika mężczyzn               | 5:43,60                                                                                 | 28 lipca   |
| Brąz   | Erica Cipressa, Arianna Errigo, Martina Batini, Alice Volpi                                | Szermierka             | floret drużynowo kobiet                     | W pojedynku o brązowy medal pokonały reprezentację Stanów Zjednoczonych 45:23           | 29 lipca   |
| Brąz   | Stefano Oppo, Pietro Ruta                                                                  | Wioślarstwo            | dwójka podwójna wagi lekkiej mężczyzn       | 6:14,30                                                                                 | 29 lipca   |
| Brąz   | Lucilla Boari                                                                              | Łucznictwo             | turniej kobiet indywidualnie                |                                                                                         | 30 lipca   |
| Brąz   | Irma Testa                                                                                 | Boks                   | waga piórkowa kobiet                        | W półfinale uległa reprezentantce Filipin 1:4                                           | 31 lipca   |
| Brąz   | Simona Quadarella                                                                          | Pływanie               | 800 m stylem dowolnym kobiet                | 8:18,35                                                                                 | 31 lipca   |
| Brąz   | Antonino Pizzolato                                                                         | Podnoszenie ciężarów   | kategoria do 81 kg mężczyzn                 | 365 kg                                                                                  | 31 lipca   |
| Brąz   | Thomas Ceccon, Nicolò Martinenghi, Federico Burdisso, Alessandro Miressi                   | Pływanie               | sztafeta 4 × 100 m stylem zmiennym mężczyzn | 3:29,17                                                                                 | 1 sierpnia |
| Brąz   | Viviana Bottaro                                                                            | karate                 | kata kobiet                                 | W pojedynku o brązowy medal pokonała reprezentantkę Stanów Zjednoczonych Sakura Kokumai | 5 sierpnia |
| Brąz   | Elia Viviani                                                                               | Kolarstwo torowe       | omnium mężczyzn                             | 124 pkt                                                                                 | 5 sierpnia |
| Brąz   | Gregorio Paltrinieri                                                                       | Pływanie               | 10 km na otwartym akwenie mężczyzn          | 1:49:01,1                                                                               | 5 sierpnia |
| Brąz   | Abraham Conyedo                                                                            | Zapasy                 | kategoria do 97 kg styl wolny mężczyzn      | W walce o brązowy medal pokonał reprezentanta Turcji Süleyman Karadeniz 6:2             | 7 sierpnia |
| Brąz   | Martina Centofanti, Agnese Duranti, Alessia Maurelli, Daniela Mogurean, Martina Santandera | Gimnastyka artystyczna | zawody drużynowe                            | 87,700 pkt                                                                              | 8 sierpnia |

## Skład kadry

### Boks
| Zawodnik            | Konkurencja            | 1/16             | 1/8                   | Ćwierćfinał      | Półfinał         | Finał            | Finał   | Źródło |
| Zawodnik            | Konkurencja            | Przeciwnik Wynik | Przeciwnik Wynik      | Przeciwnik Wynik | Przeciwnik Wynik | Przeciwnik Wynik | Miejsce | Źródło |
| ------------------- | ---------------------- | ---------------- | --------------------- | ---------------- | ---------------- | ---------------- | ------- | ------ |
| Giordana Sorrentino | waga musza kobiet      | Cardozo W 5-0    | Huang Hsiao-wen P 0-5 | NQ               | NQ               | NQ               | 9.      | [ 4 ]  |
| Irma Testa          | waga piórkowa kobiet   | Woroncowa W 4-1  | Walsh W 5-0           | Veyre W 5-0      | Petecio P 1-4    | NQ               | brąz    | [ 5 ]  |
| Rebecca Nicoli      | waga lekka kobiet      | Falcón W 4-1     | Harrington P 0-5      | NQ               | NQ               | NQ               | 9.      | [ 6 ]  |
| Angela Carini       | waga półśrednia kobiet | Bye              | Chen Nien-chin P 2-3  | NQ               | NQ               | NQ               | 9.      | [ 7 ]  |

### Gimnastyka
Mężczyźni
| Zawodnik        | Konkurencja                 | Kwalifikacje | Kwalifikacje | Kwalifikacje | Kwalifikacje | Kwalifikacje | Kwalifikacje | Kwalifikacje | Kwalifikacje | Finał    | Finał    | Finał    | Finał    | Finał    | Finał    | Finał | Finał   | Źródło |
| Zawodnik        | Konkurencja                 | Przyrząd     | Przyrząd     | Przyrząd     | Przyrząd     | Przyrząd     | Przyrząd     | Razem        | Pozycja      | Przyrząd | Przyrząd | Przyrząd | Przyrząd | Przyrząd | Przyrząd | Razem | Pozycja | Źródło |
| Zawodnik        | Konkurencja                 | F            | PH           | R            | V            | PB           | HB           | Razem        | Pozycja      | F        | PH       | R        | V        | PB       | HB       | Razem | Pozycja | Źródło |
| --------------- | --------------------------- | ------------ | ------------ | ------------ | ------------ | ------------ | ------------ | ------------ | ------------ | -------- | -------- | -------- | -------- | -------- | -------- | ----- | ------- | ------ |
| Ludovico Edalli | wielobój indywidualnie      | 13,733       | 13,600       | 13,333       | 13,666       | 13,166       | 13,733       | 81,231       | 38.          | NQ       | NQ       | NQ       | NQ       | NQ       | NQ       | NQ    | NQ      | [ 8 ]  |
| Ludovico Edalli | ćwiczenia wolne             | 13,733       | N/A          | N/A          | N/A          | N/A          | N/A          | 13,733       | 33.          | NQ       | NQ       | NQ       | NQ       | NQ       | NQ       | NQ    | NQ      | [ 8 ]  |
| Ludovico Edalli | ćwiczenia na poręczach      | N/A          | N/A          | N/A          | N/A          | 13,166       | N/A          | 13,166       | 60.          | NQ       | NQ       | NQ       | NQ       | NQ       | NQ       | NQ    | NQ      | [ 8 ]  |
| Ludovico Edalli | ćwiczenia na drążku         | N/A          | N/A          | N/A          | N/A          | N/A          | 13,733       | 13,733       | 25.          | NQ       | NQ       | NQ       | NQ       | NQ       | NQ       | NQ    | NQ      | [ 8 ]  |
| Ludovico Edalli | ćwiczenia na koniu z łękami | N/A          | 13,600       | N/A          | N/A          | N/A          | N/A          | 13,600       | 32.          | NQ       | NQ       | NQ       | NQ       | NQ       | NQ       | NQ    | NQ      | [ 8 ]  |
| Ludovico Edalli | ćwiczenia na kółkach        | N/A          | N/A          | 13,333       | N/A          | N/A          | N/A          | 13,333       | 45.          | NQ       | NQ       | NQ       | NQ       | NQ       | NQ       | NQ    | NQ      | [ 8 ]  |
| Marco Lodadio   | ćwiczenia na kółkach        | N/A          | N/A          | 14,633       | N/A          | N/A          | N/A          | 14,633       | 9.           | NQ       | NQ       | NQ       | NQ       | NQ       | NQ       | NQ    | NQ      | [ 9 ]  |

Kobiety
| Zawodniczka     | Konkurencja        | Kwalifikacje | Kwalifikacje | Kwalifikacje | Kwalifikacje | Kwalifikacje | Finał    | Finał    | Finał    | Finał    | Finał   | Pozycja | Źródło |
| Zawodniczka     | Konkurencja        | Przyrząd     | Przyrząd     | Przyrząd     | Przyrząd     | Razem        | Przyrząd | Przyrząd | Przyrząd | Przyrząd | Razem   | Pozycja | Źródło |
| Zawodniczka     | Konkurencja        | V            | UB           | BB           | F            | Razem        | V        | UB       | BB       | F        | Razem   | Pozycja | Źródło |
| --------------- | ------------------ | ------------ | ------------ | ------------ | ------------ | ------------ | -------- | -------- | -------- | -------- | ------- | ------- | ------ |
| Asia D’Amato    | wielobój drużynowy | 14,233       | 13,933       | 13,133       | 11,833       | 53,132       | 14,266   | 13,900   | 12,900   | 13,166   | 54,232  | 4.      | [ 10 ] |
| Alice D’Amato   | wielobój drużynowy | 14,333       | 14,233       | 12,600       | 13,033       | 54,199       | 14,166   | 14,166   | 13,133   | 13,100   | 54,565  | 4.      | [ 11 ] |
| Vanessa Ferrari | wielobój drużynowy | 14,200       | DNS          | 12,500       | 14,166       | 40,866       | 14,233   | N/A      | N/A      | 14,100   | 28,333  | 4.      | [ 12 ] |
| Martina Maggio  | wielobój drużynowy | 14,100       | 13,700       | 13,066       | 12,700       | 53,566       | N/A      | 13,433   | 13,075   | N/A      | 26,508  | 4.      | [ 13 ] |
| Razem           | wielobój drużynowy | 42,766       | 41,866       | 38,799       | 39,899       | 163,330      | 42,665   | 41,499   | 39,108   | 40,366   | 163,638 | 4.      | [ 14 ] |

| Zawodniczka     | Konkurencja             | Kwalifikacje | Kwalifikacje | Kwalifikacje | Kwalifikacje | Kwalifikacje | Kwalifikacje | Finał     | Finał     | Finał     | Finał     | Finał  | Finał   | Źródło |
| Zawodniczka     | Konkurencja             | Przyrządy    | Przyrządy    | Przyrządy    | Przyrządy    | Razem        | Pozycja      | Przyrządy | Przyrządy | Przyrządy | Przyrządy | Razem  | Pozycja | Źródło |
| Zawodniczka     | Konkurencja             | V            | UB           | BB           | F            | Razem        | Pozycja      | V         | UB        | BB        | F         | Razem  | Pozycja | Źródło |
| --------------- | ----------------------- | ------------ | ------------ | ------------ | ------------ | ------------ | ------------ | --------- | --------- | --------- | --------- | ------ | ------- | ------ |
| Alice D’Amato   | wielobój indywidualnie  | 14,333       | 14,233       | 12,600       | 13,033       | 54,199       | 20.          | 14,300    | 13,000    | 11,633    | 12,966    | 51,899 | 20.     | [ 11 ] |
| Martina Maggio  | wielobój indywidualnie  | 14,100       | 13,700       | 13,066       | 12,700       | 53,566       | 27.          | 14,033    | 12,466    | 13,066    | 13,000    | 52,565 | 19.     | [ 13 ] |
| Asia D’Amato    | wielobój indywidualnie  | 14,233       | 13,933       | 13,133       | 11,833       | 53,132       | 34.          | NQ        | NQ        | NQ        | NQ        | NQ     | 34.     | [ 10 ] |
| Vanessa Ferrari | wielobój indywidualnie  | 14,200       | DNS          | 12,500       | 14,166       | DNF          | DNF          | DNF       | DNF       | DNF       | DNF       | DNF    | DNF     | [ 12 ] |
| Alice D’Amato   | ćwiczenia na poręczach  | N/A          | 14,233       | N/A          | N/A          | 14,233       | 18.          | NQ        | NQ        | NQ        | NQ        | NQ     | 18.     | [ 11 ] |
| Asia D’Amato    | ćwiczenia na poręczach  | N/A          | 13,933       | N/A          | N/A          | 13,933       | 26.          | NQ        | NQ        | NQ        | NQ        | NQ     | 26.     | [ 10 ] |
| Martina Maggio  | ćwiczenia na poręczach  | N/A          | 13,700       | N/A          | N/A          | 13,700       | 30.          | NQ        | NQ        | NQ        | NQ        | NQ     | 30.     | [ 13 ] |
| Vanessa Ferrari | ćwiczenia na poręczach  | DNS          | DNS          | DNS          | DNS          | DNS          | DNS          | DNS       | DNS       | DNS       | DNS       | DNS    | DNS     | [ 12 ] |
| Asia D’Amato    | ćwiczenia na równoważni | N/A          | N/A          | 13,133       | N/A          | 13,133       | 29.          | NQ        | NQ        | NQ        | NQ        | NQ     | 29.     | [ 10 ] |
| Martina Maggio  | ćwiczenia na równoważni | N/A          | N/A          | 13,066       | N/A          | 13,066       | 30.          | NQ        | NQ        | NQ        | NQ        | NQ     | 30.     | [ 13 ] |
| Alice D’Amato   | ćwiczenia na równoważni | N/A          | N/A          | 12,600       | N/A          | 12,600       | 48.          | NQ        | NQ        | NQ        | NQ        | NQ     | 48.     | [ 11 ] |
| Vanessa Ferrari | ćwiczenia na równoważni | N/A          | N/A          | 12,500       | N/A          | 12,500       | 53.          | NQ        | NQ        | NQ        | NQ        | NQ     | 53.     | [ 12 ] |
| Lara Mori       | ćwiczenia na równoważni | N/A          | N/A          | 12,133       | N/A          | 12,133       | 62.          | NQ        | NQ        | NQ        | NQ        | NQ     | 62.     | [ 15 ] |
| Vanessa Ferrari | ćwiczenia wolne         | N/A          | N/A          | N/A          | 14,166       | 14,166       | 1.           | N/A       | N/A       | N/A       | 14,200    | 14,200 | srebro  | [ 12 ] |
| Lara Mori       | ćwiczenia wolne         | N/A          | N/A          | N/A          | 13,400       | 13,400       | 19.          | NQ        | NQ        | NQ        | NQ        | NQ     | 19.     | [ 15 ] |
| Alice D’Amato   | ćwiczenia wolne         | N/A          | N/A          | N/A          | 13,033       | 13,033       | 29.          | NQ        | NQ        | NQ        | NQ        | NQ     | 29.     | [ 11 ] |
| Martina Maggio  | ćwiczenia wolne         | N/A          | N/A          | N/A          | 12,700       | 12,700       | 45.          | NQ        | NQ        | NQ        | NQ        | NQ     | 45.     | [ 13 ] |
| Asia D’Amato    | ćwiczenia wolne         | N/A          | N/A          | N/A          | 11,833       | 11,833       | 76.          | NQ        | NQ        | NQ        | NQ        | NQ     | 76.     | [ 10 ] |

### Gimnastyka artystyczna
| Zawodniczka              | Konkurencja            | Eliminacje | Eliminacje | Eliminacje | Eliminacje | Eliminacje | Eliminacje | Finał  | Finał  | Finał   | Finał   | Finał  | Pozycja | Źródło |
| Zawodniczka              | Konkurencja            | Obręcz     | Piłka      | Maczugi    | Skakanka   | Razem      | Miejsce    | Obręcz | Piłka  | Maczugi | Wstążka | Razem  | Pozycja | Źródło |
| ------------------------ | ---------------------- | ---------- | ---------- | ---------- | ---------- | ---------- | ---------- | ------ | ------ | ------- | ------- | ------ | ------- | ------ |
| Milena Baldassarri       | wielobój indywidualnie | 24,550     | 25,700     | 25,650     | 20,150     | 96,050     | 6.         | 25,100 | 25,625 | 26,500  | 22,400  | 99,625 | 6.      | [ 16 ] |
| Alexandra Agiurgiuculese | wielobój indywidualnie | 22,050     | 25,600     | 24,150     | 19,250     | 91,050     | 15.        | NQ     | NQ     | NQ      | NQ      | NQ     | 15.     | [ 17 ] |

| Zawodniczki                                                                            | Konkurencja      | Eliminacje | Eliminacje           | Eliminacje | Eliminacje | Finał   | Finał                | Finał  | Pozycja | Źródło |
| Zawodniczki                                                                            | Konkurencja      | 5 piłek    | 3 obręcze, 2 maczugi | Razem      | Pozycja    | 5 piłek | 3 obręcze, 2 maczugi | Razem  | Pozycja | Źródło |
| Zawodniczki                                                                            | Konkurencja      | Wynik      | Wynik                | Wynik      | Wynik      |         |                      |        | Pozycja | Źródło |
| -------------------------------------------------------------------------------------- | ---------------- | ---------- | -------------------- | ---------- | ---------- | ------- | -------------------- | ------ | ------- | ------ |
| Martina Centofanti Agnese Duranti Alessia Maurelli Daniela Mogurean Martina Santandrea | zawody drużynowe | 44,600     | 42,550               | 87,150     | 3.         | 44,850  | 42,850               | 87,700 | brąz    | [ 18 ] |

### Golf
| Zawodnik                  | Konkurencja | Runda 1 | Runda 2 | Runda 3 | Runda 4 | Łącznie | Łącznie | Łącznie | Źródło |
| Zawodnik                  | Konkurencja | Wynik   | Wynik   | Wynik   | Wynik   | Wynik   | Par     | Pozycja | Źródło |
| ------------------------- | ----------- | ------- | ------- | ------- | ------- | ------- | ------- | ------- | ------ |
| Giulia Molinaro           | kobiety     | 75      | 71      | 70      | 70      | 286     | + 2     | 46.     | [ 19 ] |
| Lucrezia Colombotto Rosso | kobiety     | 75      | 74      | 75      | 78      | 302     | + 18    | 59.     | [ 19 ] |
| Renato Paratore           | Mężczyźni   | 71      | 70      | 67      | 67      | 275     | – 9     | 27.     | [ 20 ] |
| Guido Migliozzi           | Mężczyźni   | 71      | 65      | 68      | 72      | 276     | – 8     | 32.     | [ 20 ] |

### Jeździectwo
Ujeżdżenie
| Zawodnik       | Koń                      | Konkurencja      | Grand Prix | Grand Prix | Grand Prix Special | Grand Prix Special | Finał | Finał | Źródło               |
| Zawodnik       | Koń                      | Konkurencja      | Wynik      | Poz.       | Wynik              | Poz.               | Wynik | Poz.  | Źródło               |
| -------------- | ------------------------ | ---------------- | ---------- | ---------- | ------------------ | ------------------ | ----- | ----- | -------------------- |
| Francesco Zaza | Ujeżdżenie indywidualnie | Wispeing Romance | 66,941     | 43.        | NQ                 | NQ                 | NQ    | NQ    | [ 21 ] [ 22 ] [ 23 ] |

Skoki przez przeszkody
| Zawodnik          | Konkurencja   | Koń    | Kwalifikacje | Kwalifikacje | Kwalifikacje | Kwalifikacje | Finał      | Finał       | Finał   | Pozycja | Źródło        |
| Zawodnik          | Konkurencja   | Koń    | Kary         | Kary         | Łącznie      | Pozycja      | Kary       | Kary        | Łącznie | Pozycja | Źródło        |
| Zawodnik          | Konkurencja   | Koń    | Przeszkody   | Limit czasu  | Łącznie      | Pozycja      | Przeszkody | Limit czasu | Łącznie | Pozycja | Źródło        |
| ----------------- | ------------- | ------ | ------------ | ------------ | ------------ | ------------ | ---------- | ----------- | ------- | ------- | ------------- |
| Emanuele Gaudiano | indywidualnie | Chalou | 7            | 1            | 9            | 47.          | NQ         | NQ          | NQ      | NQ      | [ 24 ] [ 25 ] |

WKKW
| Zawodnik                                                             | Konkurencja   | Koń                                                                              | Ujeżdżenie | Cross country | Skoki (runda kwalifikacyjna) | Razem     | Skoki (runda finałowa) | Finał  | Pozycja | Źródło |
| -------------------------------------------------------------------- | ------------- | -------------------------------------------------------------------------------- | ---------- | ------------- | ---------------------------- | --------- | ---------------------- | ------ | ------- | ------ |
| Susanna Bordone                                                      | indywidualnie | Imperial van de Holtakkers                                                       | 33,90      | 11,00         | 0,00                         | 44,90     | 5,60                   | 50,50  | 18.     | [ 26 ] |
| Vittoria Panizzon                                                    | indywidualnie | Super Cillious                                                                   | 38,60      | 3,60          | 8,00                         | 50,20     |                        |        | 27.     | [ 26 ] |
| Arianna Schivo                                                       | indywidualnie | Quefira de l’Ormeau                                                              | 42,90      | 2,80          | 4,00                         | 49,70     |                        |        | 26.     | [ 26 ] |
| Susanna Bordone Vittoria Panizzon Arianna Schivo Stefano Brecciaroli | drużynowo     | Imperial van de Holtakkers Super Cillious Quefira de l’Ormeau Bolivar Gio Granno | jak wyżej  | jak wyżej     | jak wyżej                    | jak wyżej | N/A                    | 144,80 | 7.      | [ 28 ] |

### Judo
| Zawodnik | Konkurencja | 1/16                  | 1/8                 | Ćwierćfinał          | Półfinał            | Repasaże            | Finał / 3. miejsce  | Finał / 3. miejsce | Źródła |
| Zawodnik | Konkurencja | Przeciwniczka Wynik   | Przeciwniczka Wynik | Przeciwniczka Wynik  | Przeciwniczka Wynik | Przeciwniczka Wynik | Przeciwniczka Wynik | Pozycja            | Źródła |
| --- | ----------- | --------------------- | ------------------- | -------------------- | ------------------- | ------------------- | ------------------- | ------------------ | ------ |
| Manuel Lombardo | -66 kg (m)  | Bye                   | Serykżanow W 01-00  | Cargnin P 00-01      | NQ                  | Baskhüü W 10-00     | An Ba-ul P 00-10    | 5.                 | [ 29 ] |
| Fabio Basile | -73 kg (m)  | An Chang-rim P 00-01  | NQ                  | NQ                   | NQ                  | NQ                  | NQ                  | 17.                | [ 30 ] |
| Christian Parlati | -81 kg (m)  | Abdelaal W 11-00      | Nagase P 00-10      | NQ                   | NQ                  | NQ                  | NQ                  | 9.                 | [ 31 ] |
| Nicholas Mungai | -90 kg (m)  | Bobonov P 00-01       | NQ                  | NQ                   | NQ                  | NQ                  | NQ                  | 17.                | [ 32 ] |
| Francesca Milani | -48 kg (k)  | Lin Chen-hao P 00-10  | NQ                  | NQ                   | NQ                  | NQ                  | NQ                  | 17.                | [ 33 ] |
| Odette Giuffrida | -52 kg (k)  | Bye                   | Chițu W 10-00       | Van Snick W 01-00    | Uta Abe P 00-01     | N/A                 | Pupp W 10-00        | brąz               | [ 34 ] |
| Maria Centracchio | -63 kg (k)  | Nomenjanahary W 10-00 | Özbas W 11-00       | Ozdoba-Błach W 10-00 | Trstenjak P 00-10   | N/A                 | Franssen W 10-00    | brąz               | [ 35 ] |
| Alice Bellandi | -70 kg (k)  | Niang W 01-00         | Bernholm W 01-00    | van Dijke P 01-11    | NQ                  | Matić P 00-10       | NQ                  | 7.                 | [ 36 ] |
| Manuel Lombardo Fabio Basile Christian Parlati Nicholas Mungai Francesca Milani Odette Giuffrida Maria Centracchio Alice Bellandi | drużynowo   | N/A                   | Izrael · P 3-4      | NQ                   | NQ                  | NQ                  | NQ                  | 9.                 | [ 37 ] |

### Kajakarstwo
| Zawodnik                   | Konkurencja    | Eliminacje | Eliminacje | Ćwierćfinały | Ćwierćfinały | Półfinały | Półfinały | Finał A/B        | Finał A/B | Pozycja | Źródło |
| Zawodnik                   | Konkurencja    | Czas       | Pozycja    | Czas         | Pozycja      | Czas      | Pozycja   | Czas             | Pozycja   | Pozycja | Źródło |
| -------------------------- | -------------- | ---------- | ---------- | ------------ | ------------ | --------- | --------- | ---------------- | --------- | ------- | ------ |
| Manfredi Rizza             | K-1 200 m (m)  | 34,867     | 1.         | N/A          | N/A          | 35,171    | 2.        | 35,080 Finał A   | 2.        | srebro  | [ 38 ] |
| Samuele Burgo              | K-1 1000 m (m) | 3:43,746   | 3.         | 3:45,993     | 2.           | 3:25,673  | 5.        | 3:26,169 Finał B | 1.        | 9.      | [ 38 ] |
| Samuele Burgo Luca Beccaro | K-2 1000 m (m) | 3:28,047   | 4.         | 3:12,667     | 3.           | 3:20,591  | 5.        | 3:22,408 Finał B | 3.        | 11.     | [ 38 ] |
| Francesca Genzo            | K-1 200 m (k)  | 42,198     | 2.         | N/A          | N/A          | 40,000    | 4.        | 40,184 Finał A   | 7.        | 7.      | [ 38 ] |
| Francesca Genzo            | K-1 500 m (k)  | 1:59,712   | 6.         | 2:0,744      | 5.           | NQ        | NQ        | NQ               | NQ        | NQ      | [ 38 ] |

### Kajakarstwo górskie
| Zawodnik            | Konkurencja | Eliminacje | Eliminacje | Eliminacje | Eliminacje | Eliminacje | Eliminacje | Półfinały | Półfinały | Finał  | Finał   | Pozycja | Źródło |
| Zawodnik            | Konkurencja | P 1        | M.         | P 2        | M.         | Razem      | M.         | Czas      | Miejsce   | Czas   | Miejsce | Pozycja | Źródło |
| ------------------- | ----------- | ---------- | ---------- | ---------- | ---------- | ---------- | ---------- | --------- | --------- | ------ | ------- | ------- | ------ |
| Giovanni De Gennaro | K-1 (m)     | 90,92      | 1.         | 90,65      | 2.         | 90,65      | 2.         | 100,23    | 14.       | NQ     | NQ      | 14.     | [ 39 ] |
| Stefanie Horn       | K-1 (k)     | 109,82     | 9.         | 104,79     | 4.         | 104,79     | 4.         | 108,52    | 4.        | 106,93 | 4.      | 4.      | [ 39 ] |
| Marta Bertoncelli   | C-1 (k)     | 121,83     | 13.        | 113,91     | 8.         | 113,91     | 10.        | 145,71    | 15.       | NQ     | NQ      | 15.     | [ 39 ] |

### Karate
| Zawodnik        | Konkurencja   | Eliminacje | Eliminacje | Eliminacje | Eliminacje | Eliminacje | Finał                  | Pozycja | Źródło |
| Zawodnik        | Konkurencja   | 1 kata     | 2 kata     | Średnia    | 3 kata     | Wynik      | Finał                  | Pozycja | Źródło |
| --------------- | ------------- | ---------- | ---------- | ---------- | ---------- | ---------- | ---------------------- | ------- | ------ |
| Viviana Bottaro | kata kobiet   | 25,54      | 25,60      | 25,57      | 26,46      | 2.         | Sakura Kokumai W 26,48 | brąz    | [ 40 ] |
| Mattia Busato   | kata mężczyzn | 25,08      | 25,92      | 25,50      | NQ         | 4.         | NQ                     | NQ      | [ 41 ] |

| Zawodnik         | Konkurencja          | Faza grupowa     | Faza grupowa     | Faza grupowa     | Faza grupowa     | Faza grupowa | Półfinały        | Finał            | Finał   | Źródło                                           |
| Zawodnik         | Konkurencja          | Przeciwnik Wynik | Przeciwnik Wynik | Przeciwnik Wynik | Przeciwnik Wynik | Pozycja      | Przeciwnik Wynik | Przeciwnik Wynik | Pozycja | Źródło                                           |
| ---------------- | -------------------- | ---------------- | ---------------- | ---------------- | ---------------- | ------------ | ---------------- | ---------------- | ------- | ------------------------------------------------ |
| Angelo Crescenzo | do 67 kg mężczyzn    | Madera 0:5       | DNF              | DNF              | DNF              | DNF          | DNF              | DNF              | DNF     | [ 42 ] [ 43 ]                                    |
| Luigi Busà       | do 75 kg mężczyzn    | Yahiro 5:0       | Azhikanov 0:2    | Bitsch 2:2       | Ağayev 3:1       | 1.           | Horuna 3:0       | Ağayev 1:0       | złoto   | [ 44 ] [ 45 ] [ 46 ] [ 47 ] [ 48 ] [ 49 ] [ 50 ] |
| Silvia Semeraro  | powyżej 61 kg kobiet | Uekusa 4:3       | Berultseva 1:5   | Zaretska 0:0     | Hocaoğlu 0:0     | 3.           | NQ               | NQ               | 5.      | [ 51 ] [ 52 ] [ 53 ] [ 54 ] [ 55 ]               |

### Kolarstwo

#### Kolarstwo szosowe
| Zawodnik             | Konkurencja                    | Czas     | Pozycja | Źródło |
| -------------------- | ------------------------------ | -------- | ------- | ------ |
| Alberto Bettiol      | wyścig ze startu wspólnego (m) | 6:09:04  | 14.     | [ 56 ] |
| Damiano Caruso       | wyścig ze startu wspólnego (m) | 6:11:46  | 24.     | [ 56 ] |
| Giulio Ciccone       | wyścig ze startu wspólnego (m) | 6:16:53  | 60.     | [ 56 ] |
| Gianni Moscon        | wyścig ze startu wspólnego (m) | 6:09:08  | 20.     | [ 56 ] |
| Vincenzo Nibali      | wyścig ze startu wspólnego (m) | 6:16:53  | 53.     | [ 56 ] |
| Filippo Ganna        | jazda indywidualna na czas (m) | 56:09,93 | 5.      | [ 56 ] |
| Alberto Bettiol      | jazda indywidualna na czas (m) | 57:38,06 | 11.     | [ 56 ] |
| Marta Bastianelli    | wyścig ze startu wspólnego (k) | 4:02:16  | 44.     | [ 57 ] |
| Marta Cavalli        | wyścig ze startu wspólnego (k) | 3:54:31  | 8.      | [ 57 ] |
| Elisa Longo Borghini | wyścig ze startu wspólnego (k) | 3:54:14  | brąz    | [ 57 ] |
| Soraya Paladin       | wyścig ze startu wspólnego (k) | 4:08:40  | 48.     | [ 57 ] |
| Elisa Longo Borghini | jazda indywidualna na czas (k) | 33:00,89 | 10.     | [ 57 ] |

#### Kolarstwo torowe
Madison
| Zawodnik                          | Konkurencja | Punkty | Punkty  | Punkty  | Punkty  | Pozycja | Źródło |
| Zawodnik                          | Konkurencja | Sprint | Okr.pkt | Okr.pkt | Łącznie | Pozycja | Źródło |
| --------------------------------- | ----------- | ------ | ------- | ------- | ------- | ------- | ------ |
| Zawodnik                          | Konkurencja | Sprint | +       | -       | Łącznie | Pozycja | Źródło |
| Simone Consonni Elia Viviani      | mężczyźni   | 11     |         | – 20    | – 9     | 10.     | [ 58 ] |
| Elisa Balsamo Letizia Paternoster | kobiety     | 2      |         |         | 2       | 8.      | [ 59 ] |

Omnium
| Zawodnik      | Konkurencja | Scratch | Scratch | Wyścig tempowy | Wyścig tempowy   | Wyścig tempowy | Wyścig eliminacyjny | Wyścig eliminacyjny | Wyścig punktowy | Wyścig punktowy | Wyścig punktowy | Suma punktów | Pozycja | Źródło |
| Zawodnik      | Konkurencja | Miejsce | Punkty  | Miejsce        | Punkty wyścigowe | Punkty         | Miejsce             | Punkty              | Sprint          | Okrążenia       | Miejsce         | Suma punktów | Pozycja | Źródło |
| ------------- | ----------- | ------- | ------- | -------------- | ---------------- | -------------- | ------------------- | ------------------- | --------------- | --------------- | --------------- | ------------ | ------- | ------ |
| Elisa Balsamo | kobiety     | 13.     | 16      | 10.            | -18              | 22             | 15.                 | 12                  |                 |                 | 10.             | 50           | 14.     | [ 59 ] |
| Elia Viviani  | mężczyźni   | 13.     | 16      | 8.             | 21               | 26             | 1.                  | 40                  | 22              | 20              | 4.              | 124          | brąz    | [ 58 ] |

Wyścig na dochodzenie drużynowy
| Zawodnik                                                             | Konkurencja | Kwalifikacje | Kwalifikacje | Pierwsza runda           | Pierwsza runda | Finał                | Finał | Źródło |
| Zawodnik                                                             | Konkurencja | Czas         | M.           | Przeciwnik Wynik         | M.             | Przeciwnik Wynik     | M.    | Źródło |
| -------------------------------------------------------------------- | ----------- | ------------ | ------------ | ------------------------ | -------------- | -------------------- | ----- | ------ |
| Simone Consonni Filippo Ganna Francesco Lamon Jonathan Milan         | mężczyźni   | 3:45,895     | 2.           | Nowa Zelandia · 3:42,307 | 1.             | Dania · 3:42,032     | złoto | [ 58 ] |
| Elisa Balsamo Letizia Paternoster Rachele Barbieri Vittoria Guazzini | kobiety     | 4:11,666     | 4.           | Niemcy · 4:10,063        | 6.             | Australia · 4:11,108 | 6.    | [ 59 ] |

#### Kolarstwo górskie
| Zawodnik             | Konkurencja       | Czas             | Pozycja | Źródło |
| -------------------- | ----------------- | ---------------- | ------- | ------ |
| Eva Lechner          | cross-country (k) | 1:26:26          | 25.     | [ 60 ] |
| Gerhard Kerschbaumer | cross-country (m) | 1:29:48          | 20.     | [ 61 ] |
| Luca Braidot         | cross-country (m) | 1:31:30          | 25.     | [ 61 ] |
| Nadir Colledani      | cross-country (m) | strata okrążenia | 34.     | [ 61 ] |

#### Kolarstwo BMX
Wyścig
| Zawodniczka     | Konkurencja | Ćwierćfinał | Ćwierćfinał | Półfinał | Półfinał | Finał | Finał   | Pozycja | Źródło |
| Zawodniczka     | Konkurencja | Wynik       | Miejsce     | Wynik    | Miejsce  | Wynik | Miejsce | Pozycja | Źródło |
| --------------- | ----------- | ----------- | ----------- | -------- | -------- | ----- | ------- | ------- | ------ |
| Giacomo Fantoni | kobiety     | 14          | 5.          | NQ       | NQ       | NQ    | NQ      | 18.     | [ 62 ] |

### Koszykówka
Turniej mężczyzn
- Reprezentacja mężczyzn

| - Marco Spissu - Nico Mannion - Stefano Tonut - Danilo Gallinari - Nicolò Melli - Simone Fontecchio |  | - Amedeo Tessitori - Giampaolo Ricci - Riccardo Moraschini - Michele Vitali - Achille Polonara - Alessandro Pajola |

| Drużyna | Konkurencja | Faza grupowa     | Faza grupowa     | Faza grupowa     | Faza grupowa | Ćwierćfinały     | Półfinały        | Finał            | Pozycja | Źródło        |
| Drużyna | Konkurencja | Przeciwnik Wynik | Przeciwnik Wynik | Przeciwnik Wynik | Pozycja      | Przeciwnik Wynik | Przeciwnik Wynik | Przeciwnik Wynik | Pozycja | Źródło        |
| ------- | ----------- | ---------------- | ---------------- | ---------------- | ------------ | ---------------- | ---------------- | ---------------- | ------- | ------------- |
| Włochy  | mężczyźni   | Niemcy 92-82     | Australia 83-86  | Nigeria 80-71    | 2.           | Francja 75-84    | NQ               | NQ               | 5.      | [ 63 ] [ 64 ] |

#### Turniej 3×3
| Drużyna                                                       | Konkurencja | Faza grupowa     | Faza grupowa     | Faza grupowa     | Faza grupowa     | Faza grupowa     | Faza grupowa            | Faza grupowa                     | Faza grupowa | Ćwierćfinały     | Półfinały        | Finał            | Pozycja | Źródło        |
| Drużyna                                                       | Konkurencja | Przeciwnik Wynik | Przeciwnik Wynik | Przeciwnik Wynik | Przeciwnik Wynik | Przeciwnik Wynik | Przeciwnik Wynik        | Przeciwnik Wynik                 | Pozycja      | Przeciwnik Wynik | Przeciwnik Wynik | Przeciwnik Wynik | Pozycja | Źródło        |
| ------------------------------------------------------------- | ----------- | ---------------- | ---------------- | ---------------- | ---------------- | ---------------- | ----------------------- | -------------------------------- | ------------ | ---------------- | ---------------- | ---------------- | ------- | ------------- |
| Chiara Consolini Rae Lin D'Alie Marcella Filippi Giulia Rulli | 3×3 kobiety | Mongolia 15-14   | Francja 16-19    | Rumunia 22-14    | Chiny 13-22      | Japonia 10-22    | Stany Zjednoczone 13-17 | Rosyjski Komitet Olimpijski 9-17 | 6.           | Chiny 13-19      | NQ               | NQ               | 6.      | [ 65 ] [ 66 ] |

### Lekkoatletyka
Konkurencje biegowe
| Zawodnik                                                             | Konkurencja                 | Eliminacje | Eliminacje | Półfinał | Półfinał | Finał    | Finał   | Źródło |
| Zawodnik                                                             | Konkurencja                 | Wynik      | Miejsce    | Wynik    | Miejsce  | Wynik    | Miejsce | Źródło |
| -------------------------------------------------------------------- | --------------------------- | ---------- | ---------- | -------- | -------- | -------- | ------- | ------ |
| Marcell Jacobs                                                       | 100 m (m)                   | 9,94       | 1.         | 9,84     | 3.       | 9,80     | złoto   | [ 67 ] |
| Filippo Tortu                                                        | 100 m (m)                   | 10,10      | 4.         | 10,16    | 7.       | NQ       | NQ      | [ 67 ] |
| Antonio Infantino                                                    | 200 m (m)                   | 20,90      | 5.         | NQ       | NQ       | NQ       | NQ      | [ 68 ] |
| Fausto Desalu                                                        | 200 m (m)                   | 20,29      | 3.         | 20,43    | 6.       | NQ       | NQ      | [ 68 ] |
| Davide Re                                                            | 400 m (m)                   | 45,46      | 5.         | NQ       | NQ       | NQ       | NQ      | [ 69 ] |
| Edoardo Scotti                                                       | 400 m (m)                   | 45,71      | 4.         | NQ       | NQ       | NQ       | NQ      | [ 69 ] |
| Yemaneberhan Crippa                                                  | 5 000 m (m)                 | 13:47,12   | 15.        | N/A      | N/A      | NQ       | NQ      | [ 70 ] |
| Yemaneberhan Crippa                                                  | 10 000 m (m)                | N/A        | N/A        | N/A      | N/A      | 27:54,05 | 11.     | [ 71 ] |
| Hassane Fofana                                                       | 110 m przez płotki(m)       | 13,70      | 8.         | NQ       | NQ       | NQ       | NQ      | [ 72 ] |
| Paolo Dal Molin                                                      | 110 m przez płotki(m)       | 13,44      | 4.         | 13,40    | 4.       | NQ       | NQ      | [ 72 ] |
| Alessandro Sibilio                                                   | 400 m przez płotki(m)       | 49,11      | 3.         | 47,93    | 3.       | 48,77    | 8.      | [ 73 ] |
| Ala Zoghlami                                                         | 3000 m z przeszkodami (m)   | 8:14,06    | 4.         | N/A      | N/A      | 8:18,50  | 9.      | [ 74 ] |
| Ahmed Abdelwahed                                                     | 3000 m z przeszkodami (m)   | 8:12,71    | 3.         | N/A      | N/A      | 8:35,41  | 14.     | [ 74 ] |
| Osama Zoghlami                                                       | 3000 m z przeszkodami (m)   | 8:19,51    | 4.         | N/A      | N/A      | NQ       | NQ      | [ 74 ] |
| Eyob Faniel                                                          | maraton (m)                 | N/A        | N/A        | N/A      | N/A      | 2:15:11  | 20.     | [ 75 ] |
| Yassine El Fathaoui                                                  | maraton (m)                 | N/A        | N/A        | N/A      | N/A      | 2:19:44  | 47.     | [ 75 ] |
| Yassine Rachik                                                       | maraton (m)                 | N/A        | N/A        | N/A      | N/A      | DNF      | DNF     | [ 75 ] |
| Lorenzo Patta Marcell Jacobs Fausto Desalu Filippo Tortu             | sztafeta 4 × 100 m (m)      | 37,95      | 3.         | N/A      | N/A      | 37,50    | złoto   | [ 76 ] |
| Alessandro Sibilio Vladimir Aceti Edoardo Scotti Davide Re           | sztafeta 4 × 400 m (m)      | 2:58,91    | 4.         | N/A      | N/A      | 2:58,81  | 7.      | [ 77 ] |
| Massimo Stano                                                        | chód na 20 km (m)           | N/A        | N/A        | N/A      | N/A      | 1:21:05  | złoto   | [ 78 ] |
| Francesco Fortunato                                                  | chód na 20 km (m)           | N/A        | N/A        | N/A      | N/A      | 1:23:43  | 15.     | [ 78 ] |
| Federico Tontodonati                                                 | chód na 20 km (m)           | N/A        | N/A        | N/A      | N/A      | 1:31:19  | 44.     | [ 78 ] |
| Andrea Agrusti                                                       | chód na 50 km (m)           | N/A        | N/A        | N/A      | N/A      | 4:01:10  | 23.     | [ 79 ] |
| Teodorico Caporaso                                                   | chód na 50 km (m)           | N/A        | N/A        | N/A      | N/A      | DNF      | DNF     | [ 79 ] |
| Marco De Luca                                                        | chód na 50 km (m)           | N/A        | N/A        | N/A      | N/A      | DNF      | DNF     | [ 79 ] |
| Vittoria Fontana                                                     | 100 m (k)                   | 11,53      | 7.         | NQ       | NQ       | NQ       | NQ      | [ 80 ] |
| Anna Bongiorni                                                       | 100 m (k)                   | 11,35      | 3.         | 11,38    | 8.       | NQ       | NQ      | [ 80 ] |
| Gloria Hooper                                                        | 200 m (k)                   | 23,16      | 4.         | 23,28    | 8.       | NQ       | NQ      | [ 81 ] |
| Dalia Kaddari                                                        | 200 m (k)                   | 23,26      | 3.         | 23,41    | 8.       | NQ       | NQ      | [ 81 ] |
| Elena Bellò                                                          | 800 m (k)                   | 2:01,07    | 5.         | 2:02,35  | 6.       | NQ       | NQ      | [ 82 ] |
| Federica Del Buono                                                   | 1500 m (k)                  | 4:07,70    | 11.        | NQ       | NQ       | NQ       | NQ      | [ 83 ] |
| Gaia Sabbatini                                                       | 1500 m (k)                  | 4:05,41    | 4.         | 4:02,25  | 8.       | NQ       | NQ      | [ 83 ] |
| Nadia Battocletti                                                    | 5000 m (k)                  | 14:55,83   | 11.        | N/A      | N/A      | 14:46,29 | 7.      | [ 84 ] |
| Luminosa Bogliolo                                                    | 100 m przez płotki (k)      | 12,93      | 3.         | 12,75    | 4.       | NQ       | NQ      | [ 85 ] |
| Elisa Di Lazzaro                                                     | 100 m przez płotki (k)      | 13,08      | 5.         | NQ       | NQ       | NQ       | NQ      | [ 85 ] |
| Yadisleidy Pedroso                                                   | 400 m przez płotki (k)      | 55,57      | 5.         | 55,80    | 5.       | NQ       | NQ      | [ 86 ] |
| Eleonora Marchiando                                                  | 400 m przez płotki (k)      | 56,82      | 5.         | NQ       | NQ       | NQ       | NQ      | [ 86 ] |
| Linda Olivieri                                                       | 400 m przez płotki (k)      | 55,54 =    | 4.         | 57,03    | 7.       | NQ       | NQ      | [ 86 ] |
| Giovanna Epis                                                        | maraton (k)                 | N/A        | N/A        | N/A      | N/A      | 2:35:09  | 32.     | [ 87 ] |
| Antonella Palmisano                                                  | chód na 20 km (k)           | N/A        | N/A        | N/A      | N/A      | 1:29:12  | złoto   | [ 88 ] |
| Valentina Trapletti                                                  | chód na 20 km (k)           | N/A        | N/A        | N/A      | N/A      | 1:32:12  | 18.     | [ 88 ] |
| Eleonora Giorgi                                                      | chód na 20 km (k)           | N/A        | N/A        | N/A      | N/A      | 1:46,36  | 52.     | [ 88 ] |
| Irene Siragusa Gloria Hooper Anna Bongiorni Vittoria Fontana         | sztafeta 4 × 100 m (k)      | 42,84      | 6.         | N/A      | N/A      | NQ       | NQ      | [ 89 ] |
| Maria Benedicta Chigbolu Alice Mangione Petra Nardelli Rebecca Borga | sztafeta 4 × 400 m (k)      | 3:27,74    | 7.         | N/A      | N/A      | NQ       | NQ      | [ 90 ] |
| Edoardo Scotti Alice Mangione Rebecca Borga Vladimir Aceti           | sztafeta mieszana 4 × 400 m | 3:13,51    | 5.         | N/A      | N/A      | NQ       | NQ      | [ 91 ] |

Konkurencje techniczne
| Zawodnik           | Konkurencja        | Kwalifikacje | Kwalifikacje | Finał | Finał   | Źródło  |
| Zawodnik           | Konkurencja        | Wynik        | Miejsce      | Wynik | Miejsce | Źródło  |
| ------------------ | ------------------ | ------------ | ------------ | ----- | ------- | ------- |
| Giovanni Faloci    | rzut dyskiem (m)   | 57,33        | 29.          | NQ    | NQ      | [ 92 ]  |
| Zane Weir          | pchnięcie kulą (m) | 21,25        | 5.           |       |         | [ 93 ]  |
| Leonardo Fabbri    | pchnięcie kulą (m) | 20,80        | 14.          | NQ    | NQ      | [ 93 ]  |
| Nick Ponzio        | pchnięcie kulą (m) | 20,28        | 20.          | NQ    | NQ      | [ 93 ]  |
| Filippo Randazzo   | skok w dal         | 8,10         | 6.           | 7,99  | 8.      | [ 94 ]  |
| Andrea Dallavalle  | trójskok (m)       | 16,99        | 7.           | 16,85 | 9.      | [ 95 ]  |
| Emmanuel Ihemeje   | trójskok (m)       | 16,88        | 9.           | 16,52 | 11.     | [ 95 ]  |
| Tobia Bocchi       | trójskok (m)       | 16,78        | 13.          | NQ    | NQ      | [ 95 ]  |
| Gianmarco Tamberi  | skok wzwyż (m)     | 2,28         | 9.           | 2,37  | złoto   | [ 96 ]  |
| Stefano Sottile    | skok wzwyż (m)     | 2,17         | 26.          | NQ    | NQ      | [ 96 ]  |
| Claudio Stecchi    | skok o tyczce (m)  | NM           | –            | NQ    | NQ      | [ 97 ]  |
| Elena Vallortigara | skok wzwyż (k)     | 1,93         | 16.          | NQ    | NQ      | [ 98 ]  |
| Alessia Trost      | skok wzwyż (k)     | 1,90         | 20.          | NQ    | NQ      | [ 98 ]  |
| Sara Fantini       | rzut młotem (k)    | 71,68        | 12.          | 69,10 | 12.     | [ 99 ]  |
| Elisa Molinarolo   | skok o tyczce (k)  | 4,40         | 18.          | NQ    | NQ      | [ 100 ] |
| Roberta Bruni      | skok o tyczce (k)  | 4,25         | 24.          | NQ    | NQ      | [ 100 ] |
| Daisy Osakue       | rzut dyskiem (k)   | 63,66        | 5.           | 59,97 | 12.     | [ 101 ] |
| Darija Derkacz     | trójskok (k)       | 13,90        | 21.          | NQ    | NQ      | [ 102 ] |

### Łucznictwo
| Zawodnik                                         | Konkurencja       | Runda rankingowa | Runda rankingowa | 1/32             | 1/16             | 1/8                     | Ćwierćfinały             | Półfinały            | Finał            | Finał   | Źródło                  |
| Zawodnik                                         | Konkurencja       | Wynik            | Miejsce          | Przeciwnik Wynik | Przeciwnik Wynik | Przeciwnik Wynik        | Przeciwnik Wynik         | Przeciwnik Wynik     | Przeciwnik Wynik | Pozycja | Źródło                  |
| ------------------------------------------------ | ----------------- | ---------------- | ---------------- | ---------------- | ---------------- | ----------------------- | ------------------------ | -------------------- | ---------------- | ------- | ----------------------- |
| Mauro Nespoli                                    | indywidualnie (m) | 658              | 24.              | Ravnikar W 6-0   | Gańkin W 6-2     | D’Almeida W 6-0         | Unruh W 6-4              | Tang W 6-2           | Gazoz P 4-6      | srebro  | [ 103 ] [ 104 ] [ 105 ] |
| Chiara Rebagliati                                | indywidualnie (k) | 658              | 10.              | Bjerendal W 7-1  | Boari P 4-6      | NQ                      | NQ                       | NQ                   | NQ               | 17.     | [ 106 ] [ 107 ] [ 108 ] |
| Lucilla Boari                                    | indywidualnie (k) | 651              | 23.              | Zyzańska W 6-0   | Rebagliati W 6-4 | Hanna Marusawa W 6-5    | Wu Jiaxin W 6-2          | Jelena Osipowa P 0-6 | Brown W 7-1      | brąz    | [ 106 ] [ 107 ] [ 108 ] |
| Tatiana Andreoli                                 | indywidualnie (k) | 627              | 52.              | Barbelin P 2-6   | NQ               | NQ                      | NQ                       | NQ                   | NQ               | 33.     | [ 106 ] [ 107 ] [ 108 ] |
| Chiara Rebagliati Lucilla Boari Tatiana Andreoli | drużynowo (k)     | 1936             | 8.               | N/A              | N/A              | Wielka Brytania · W 5-3 | Korea Południowa · P 0-6 | NQ                   | NQ               | 7.      | [ 109 ] [ 110 ]         |
| Mauro Nespoli Chiara Rebagliati                  | mikst             | 1316             | 11.              | N/A              | N/A              | Wijler Schloesser P 1-5 | NQ                       | NQ                   | NQ               | 9.      | [ 111 ] [ 112 ]         |

### Pięciobój nowoczesny
| Zawodnik      | Konkurencja | Szermierka      | Szermierka | Szermierka | Pływanie | Pływanie | Pływanie | Jazda konna | Jazda konna | Kombinacja: strzelanie/bieg przełajowy | Kombinacja: strzelanie/bieg przełajowy | Kombinacja: strzelanie/bieg przełajowy | Suma punktów | Pozycja | Źródło  |
| Zawodnik      | Konkurencja | Wynik (wygrane) | M.         | Punkty     | Czas     | M.       | Punkty   | M.          | Punkty      | Czas                                   | M.                                     | Punkty                                 | Suma punktów | Pozycja | Źródło  |
| ------------- | ----------- | --------------- | ---------- | ---------- | -------- | -------- | -------- | ----------- | ----------- | -------------------------------------- | -------------------------------------- | -------------------------------------- | ------------ | ------- | ------- |
| Alice Sotero  | kobiety     | 21              | 5.         | 227        | 2:07,88  | 5.       | 295      | 20.         | 285         | 12:24,38                               | 13.                                    | 556                                    | 1363         | 4.      | [ 113 ] |
| Elena Micheli | kobiety     | 17              | 15.        | 208        | 2:09,22  | 6.       | 292      | EL          | 0           | 12:31,91                               | 15.                                    | 549                                    | 1049         | 33.     | [ 113 ] |

### Piłka wodna
Turniej mężczyzn
- Reprezentacja mężczyzn

| - Marco Del Lungo - Francesco Di Fulvio - Stefano Luongo - Pietro Figlioli - Nicholas Presciutti - Alessandro Velotto - Vincenzo Renzuto |  | - Gonzalo Echenique - Niccolò Figari - Michaël Bodegas - Matteo Aicardi - Vincenzo Dolce - Gianmarco Nicosia |

| Drużyna | Konkurencja      | Faza grupowa           | Faza grupowa     | Faza grupowa            | Faza grupowa     | Faza grupowa     | Faza grupowa | Ćwierćfinały     | Półfinały        | Finał mecz o 3. miejsce | Pozycja | Źródło                          |
| Drużyna | Konkurencja      | Przeciwnik Wynik       | Przeciwnik Wynik | Przeciwnik Wynik        | Przeciwnik Wynik | Przeciwnik Wynik | Pozycja      | Przeciwnik Wynik | Przeciwnik Wynik | Przeciwnik Wynik        | Pozycja | Źródło                          |
| ------- | ---------------- | ---------------------- | ---------------- | ----------------------- | ---------------- | ---------------- | ------------ | ---------------- | ---------------- | ----------------------- | ------- | ------------------------------- |
| Włochy  | turniej mężczyzn | Południowa Afryka 21:2 | Grecja 6:6       | Stany Zjednoczone 12:11 | Japonia 16:8     | Węgry 5:5        | 2.           | Serbia 6:10      | NQ               | NQ                      | 7.      | [ 114 ] [ 115 ] [ 116 ] [ 117 ] |

### Pływanie
| Zawodnik                                                                                   | Konkurencja                          | Eliminacje | Eliminacje | Półfinał | Półfinał | Finał     | Finał   | Źródło                  |
| Zawodnik                                                                                   | Konkurencja                          | Czas       | Miejsce    | Czas     | Miejsce  | Czas      | Miejsce | Źródło                  |
| ------------------------------------------------------------------------------------------ | ------------------------------------ | ---------- | ---------- | -------- | -------- | --------- | ------- | ----------------------- |
| Lorenzo Zazzeri                                                                            | 50 m dowolnym (m)                    | 21,86      | 9.         | 21,75    | 7.       | 21,78     | 7.      | [ 118 ] [ 119 ] [ 120 ] |
| Santo Condorelli                                                                           | 50 m dowolnym (m)                    | 22,14      | 19.        | NQ       | NQ       | NQ        | NQ      | [ 118 ] [ 119 ] [ 120 ] |
| Thomas Ceccon                                                                              | 100 m dowolnym (m)                   | 47,71      | 1.         | 48,05    | 12.      | NQ        | NQ      | [ 121 ] [ 122 ] [ 123 ] |
| Alessandro Miressi                                                                         | 100 m dowolnym (m)                   | 47,83      | 4.         | 47,52    | 3.       | 47,86     | 6.      | [ 121 ] [ 122 ] [ 123 ] |
| Stefano Di Cola                                                                            | 200 m dowolnym (m)                   | 1:46,67    | 16.        | 1:47,19  | 14.      | NQ        | NQ      | [ 124 ] [ 125 ] [ 126 ] |
| Stefano Ballo                                                                              | 200 m dowolnym (m)                   | 1:45,80    | 7.         | 1:45,84  | 10.      | NQ        | NQ      | [ 124 ] [ 125 ] [ 126 ] |
| Gabriele Detti                                                                             | 400 m dowolnym (m)                   | 3:44,67    | 3.         | N/A      | N/A      | 3:44,88   | 6.      | [ 127 ] [ 128 ]         |
| Marco De Tullio                                                                            | 400 m dowolnym (m)                   | 3:45,85    | 10.        | N/A      | N/A      | NQ        | NQ      | [ 127 ] [ 128 ]         |
| Gregorio Paltrinieri                                                                       | 800 m dowolnym (m)                   | 7:47,73    | 8.         | N/A      | N/A      | 7:42,11   | srebro  | [ 129 ] [ 130 ]         |
| Gabriele Detti                                                                             | 800 m dowolnym (m)                   | 7:49,47    | 12.        | N/A      | N/A      | NQ        | NQ      | [ 129 ] [ 130 ]         |
| Gregorio Paltrinieri                                                                       | 1500 m dowolnym (m)                  | 14:49,17   | 4.         | N/A      | N/A      | 14:45,01  | 4.      | [ 131 ] [ 132 ]         |
| Domenico Acerenza                                                                          | 1500 m dowolnym (m)                  | 14:53,84   | 9.         | N/A      | N/A      | NQ        | NQ      | [ 131 ] [ 132 ]         |
| Thomas Ceccon                                                                              | 100 m grzbietowym (m)                | 52,49      | 2.         | 52,78    | 3.       | 52,30     | 4.      | [ 133 ] [ 134 ] [ 135 ] |
| Simone Sabbioni                                                                            | 100 m grzbietowym (m)                | 53,79      | 17.        | NQ       | NQ       | NQ        | NQ      | [ 133 ] [ 134 ] [ 135 ] |
| Matteo Restivo                                                                             | 200 m grzbietowym (m)                | 1:58,36    | 20.        | NQ       | NQ       | NQ        | NQ      | [ 136 ] [ 137 ] [ 138 ] |
| Nicolò Martinenghi                                                                         | 100 m klasycznym (m)                 | 58,68      | 4.         | 58,28    | 2.       | 58,33     | brąz    | [ 139 ] [ 140 ] [ 141 ] |
| Federico Poggio                                                                            | 100 m klasycznym (m)                 | 59,33      | 9.         | 59,91    | 15.      | NQ        | NQ      | [ 139 ] [ 140 ] [ 141 ] |
| Federico Burdisso                                                                          | 100 m motylkowym (m)                 | 51,82      | 17.        | NQ       | NQ       | NQ        | NQ      | [ 142 ] [ 143 ] [ 144 ] |
| Santo Condorelli                                                                           | 100 m motylkowym (m)                 | 52,32      | 31.        | NQ       | NQ       | NQ        | NQ      | [ 142 ] [ 143 ] [ 144 ] |
| Federico Burdisso                                                                          | 200 m motylkowym (m)                 | 1:55,14    | 7.         | 1:55,11  | 4.       | 1:54,45   | brąz    | [ 145 ] [ 146 ] [ 147 ] |
| Giacomo Carini                                                                             | 200 m motylkowym (m)                 | 1:55,33    | 10.        | 1:56,67  | 15.      | NQ        | NQ      | [ 145 ] [ 146 ] [ 147 ] |
| Alberto Razzetti                                                                           | 200 m zmiennym (m)                   | 1:57,46    | 8.         | 1:57,70  | 9.       | NQ        | NQ      | [ 148 ] [ 149 ] [ 150 ] |
| Alberto Razzetti                                                                           | 400 m zmiennym (m)                   | 4:09,91    | 5.         | N/A      | N/A      | 4:11,32   | 8.      | [ 151 ] [ 152 ]         |
| Pier Andrea Matteazzi                                                                      | 400 m zmiennym (m)                   | 4:16,31    | 19.        | N/A      | N/A      | NQ        | NQ      | [ 151 ] [ 152 ]         |
| Gregorio Paltrinieri                                                                       | 10 km (m)                            | N/A        | N/A        | N/A      | N/A      | 1:49:01,1 | brąz    | [ 153 ]                 |
| Mario Sanzullo                                                                             | 10 km (m)                            | N/A        | N/A        | N/A      | N/A      | 1:53:08,6 | 14.     | [ 153 ]                 |
| Alessandro Miressi Santo Condorelli Lorenzo Zazzeri Manuel Frigo Thomas Ceccon             | sztafeta 4 × 100 m dowolnym (m)      | 3:10,29    | 1.         | N/A      | N/A      | 3:10,11   | srebro  | [ 155 ] [ 156 ]         |
| Stefano Di Cola Matteo Ciampi Marco De Tullio Filippo Megli Stefano Ballo                  | sztafeta 4 × 200 m dowolnym (m)      | 7:05,05    | 3.         | N/A      | N/A      | 7:03,24   | 5.      | [ 157 ] [ 158 ]         |
| Thomas Ceccon Nicolò Martinenghi Federico Burdisso Alessandro Miressi                      | sztafeta 4 × 100 m zmiennym (m)      | 3:30,02    | 1.         | N/A      | N/A      | 3:29,17   | brąz    | [ 159 ] [ 160 ]         |
| Federica Pellegrini                                                                        | 100 m dowolnym (k)                   | DNS        | DNS        | DNS      | DNS      | DNS       | DNS     | [ 161 ] [ 162 ] [ 163 ] |
| Federica Pellegrini                                                                        | 200 m dowolnym (k)                   | 1:57,33    | 15.        | 1:56,44  | 7.       | 1:55,91   | 7.      | [ 164 ] [ 165 ] [ 166 ] |
| Simona Quadarella                                                                          | 800 m dowolnym (k)                   | 8:17,32    | 3.         | N/A      | N/A      | 8:18,35   | brąz    | [ 167 ] [ 168 ]         |
| Martina Caramignoli                                                                        | 800 m dowolnym (k)                   | 8:33,15    | 20.        | N/A      | N/A      | NQ        | NQ      | [ 167 ] [ 168 ]         |
| Simona Quadarella                                                                          | 1500 m dowolnym (k)                  | 15:47,34   | 4.         | N/A      | N/A      | 15:53,97  | 5.      | [ 169 ] [ 170 ]         |
| Martina Caramignoli                                                                        | 1500 m dowolnym (k)                  | 16:02,26   | 13.        | N/A      | N/A      | NQ        | NQ      | [ 169 ] [ 170 ]         |
| Margherita Panziera                                                                        | 100 m grzbietowym (k)                | 59,74      | 8.         | 59,75    | 11.      | NQ        | NQ      | [ 171 ] [ 172 ] [ 173 ] |
| Margherita Panziera                                                                        | 200 m grzbietowym (k)                | 2:10,26    | 12.        | 2:09,54  | 9.       | NQ        | NQ      | [ 174 ] [ 175 ] [ 176 ] |
| Martina Carraro                                                                            | 100 m klasycznym (k)                 | 1:05,85    | 5.         | 1:06,50  | 7.       | 1:06,19   | 7.      | [ 177 ] [ 178 ] [ 179 ] |
| Benedetta Pilato                                                                           | 100 m klasycznym (k)                 | DSQ        | DSQ        | DSQ      | DSQ      | DSQ       | DSQ     | [ 177 ] [ 178 ] [ 179 ] |
| Francesca Fangio                                                                           | 200 m klasycznym (k)                 | 2:23,89    | 13.        | 2:27,56  | 15.      | NQ        | NQ      | [ 180 ] [ 181 ] [ 182 ] |
| Martina Carraro                                                                            | 200 m klasycznym (k)                 | 2:26,17    | 21.        | NQ       | NQ       | NQ        | NQ      |                         |
| Elena Di Liddo                                                                             | 100 m motylkowym (k)                 | 57,41      | 9.         | 57,60    | 13.      | NQ        | NQ      | [ 183 ] [ 184 ] [ 185 ] |
| Ilaria Bianchi                                                                             | 100 m motylkowym (k)                 | 57,70      | 12.        | 58,07    | 15.      | NQ        | NQ      | [ 183 ] [ 184 ] [ 185 ] |
| Ilaria Cusinato                                                                            | 200 m zmiennym (k)                   | 2:11,41    | 13.        | 2:12,10  | 14.      | NQ        | NQ      | [ 186 ] [ 187 ] [ 188 ] |
| Sara Franceschi                                                                            | 200 m zmiennym (k)                   | 2:11,47    | 14.        | 2:11,71  | 13.      | NQ        | NQ      | [ 186 ] [ 187 ] [ 188 ] |
| Sara Franceschi                                                                            | 400 m zmiennym (k)                   | 4:39,93    | 9.         | N/A      | N/A      | NQ        | NQ      | [ 189 ] [ 190 ]         |
| Ilaria Cusinato                                                                            | 400 m zmiennym (k)                   | 4:37,37    | 8.         | N/A      | N/A      | 4:40,65   | 8.      | [ 189 ] [ 190 ]         |
| Rachele Bruni                                                                              | 10 km (k)                            | N/A        | N/A        | N/A      | N/A      | 2:02:10,2 | 14.     | [ 191 ]                 |
| Stefania Pirozzi Anna Chiara Mascolo Giulia Vetrano Federica Pellegrini                    | sztafeta 4 × 200 m dowolnym (k)      | DSQ        | DSQ        | DSQ      | DSQ      | DSQ       | DSQ     | [ 192 ] [ 193 ]         |
| Margherita Panziera Arianna Castiglioni Elena Di Liddo Federica Pellegrini Martina Carraro | sztafeta 4 × 100 m zmiennym (k)      | 3:55,79    | 4.         | N/A      | N/A      | 3:56,68   | 6.      | [ 195 ] [ 196 ]         |
| Simone Sabbioni Nicolò Martinenghi Elena Di Liddo Federica Pellegrini                      | sztafeta mieszana 4 × 100 m zmiennym | 3:42,65    | 5.         | N/A      | N/A      | 3:39,28   | 4.      | [ 197 ] [ 198 ]         |

### Pływanie synchroniczne
| Zawodnik | Konkurencja | Eliminacje       | Eliminacje    | Eliminacje | Eliminacje | Finał            | Finał         | Finał    | Finał   | Źródło                  |
| Zawodnik | Konkurencja | Runda techniczna | Runda dowolna | Razem      | Miejsce    | Runda techniczna | Runda dowolna | Razem    | Miejsce | Źródło                  |
| Zawodnik | Konkurencja | Punkty           | Punkty        | Punkty     | Miejsce    | Punkty           | Punkty        | Punkty   | Miejsce | Źródło                  |
| Linda Cerruti Costanza Ferro | Duety       | 91,2000          | 91,1035       | 182,3035   | 6.         | 91,1035          | 92,4667       | 183,5702 | 6.      | [ 199 ] [ 200 ] [ 201 ] |
| Beatrice Callegari Domiziana Cavanna Costanza di Camillo Linda Cerruti Francesca Deidda Costanza di Camillo Costanza Ferro Gemma Galli Enrica Piccoli | Drużyny     | N/A              | N/A           | N/A        | N/A        | 91,3372          | 92,8000       | 184,1372 | 5.      | [ 202 ] [ 203 ]         |

### Podnoszenie ciężarów
| Zawodnik              | Konkurencja     | Rwanie | Rwanie  | Podrzut | Podrzut | Razem  | Pozycja | Źródło  |
| Zawodnik              | Konkurencja     | Wynik  | Pozycja | Wynik   | Pozycja | Razem  | Pozycja | Źródło  |
| --------------------- | --------------- | ------ | ------- | ------- | ------- | ------ | ------- | ------- |
| Davide Ruiu           | -61 kg mężczyzn | 127 kg | 7.      | 159 kg  | 6.      | 286 kg | 6.      | [ 204 ] |
| Mirko Zanni           | -67 kg mężczyzn | 145 kg | 5.      | 177 kg  | 3.      | 322 kg | 3.      | [ 204 ] |
| Antonino Pizzolato    | -81 kg mężczyzn | 165 kg | 2.      | 200 kg  | 3.      | 365 kg | brąz    | [ 204 ] |
| Maria Grazia Alemanno | -59 kg kobiet   | 85 kg  | 11.     | 100 kg  | 11.     | 185 kg | 11.     | [ 204 ] |
| Giorgia Bordignon     | -64 kg kobiet   | 104 kg | 3.      | 128 kg  | 2.      | 232 kg | srebro  | [ 204 ] |

### Siatkówka
Turniej kobiet
- Reprezentacja kobiet

| - Indre Sorokaitė - Ofelia Malinov - Monica De Gennaro - Raphaela Folie - Alessia Orro - Caterina Bosetti |  | - Cristina Chirichella - Anna Danesi - Sarah Fahr - Elena Pietrini - Myriam Sylla - Paola Egonu |

| Drużyna | Konkurencja    | Faza grupowa                      | Faza grupowa     | Faza grupowa     | Faza grupowa     | Faza grupowa            | Faza grupowa | Ćwierćfinały     | Półfinały        | Finał            | Pozycja | Źródło  |
| Drużyna | Konkurencja    | Przeciwnik Wynik                  | Przeciwnik Wynik | Przeciwnik Wynik | Przeciwnik Wynik | Przeciwnik Wynik        | Pozycja      | Przeciwnik Wynik | Przeciwnik Wynik | Przeciwnik Wynik | Pozycja | Źródło  |
| ------- | -------------- | --------------------------------- | ---------------- | ---------------- | ---------------- | ----------------------- | ------------ | ---------------- | ---------------- | ---------------- | ------- | ------- |
| Włochy  | turniej kobiet | Rosyjski Komitet Olimpijski W 3:0 | Turcja W 3:1     | Argentyna W 3:0  | Chiny P 0:3      | Stany Zjednoczone P 2:3 | 2.           | Serbia P 0:3     | NQ               | NQ               | 6.      | [ 205 ] |

Turniej mężczyzn
- Reprezentacja mężczyzn

| - Jiří Kovář - Luca Vettori - Osmany Juantorena - Simone Giannelli - Ivan Zaytsev - Matteo Piano |  | - Massimo Colaci - Gianluca Galassi - Riccardo Sbertoli - Simone Anzani - Alessandro Michieletto - Daniele Lavia |

| Drużyna | Konkurencja      | Faza grupowa     | Faza grupowa     | Faza grupowa     | Faza grupowa     | Faza grupowa     | Faza grupowa | Ćwierćfinały     | Półfinały        | Finał            | Pozycja | Źródło  |
| Drużyna | Konkurencja      | Przeciwnik Wynik | Przeciwnik Wynik | Przeciwnik Wynik | Przeciwnik Wynik | Przeciwnik Wynik | Pozycja      | Przeciwnik Wynik | Przeciwnik Wynik | Przeciwnik Wynik | Pozycja | Źródło  |
| ------- | ---------------- | ---------------- | ---------------- | ---------------- | ---------------- | ---------------- | ------------ | ---------------- | ---------------- | ---------------- | ------- | ------- |
| Włochy  | turniej mężczyzn | Kanada W 3:2     | Polska P 0:3     | Japonia W 3:1    | Iran W 3:1       | Wenezuela W 3:0  | 2.           | Argentyna P 2:3  | NQ               | NQ               | 6.      | [ 205 ] |

#### Siatkówka plażowa
Mężczyźni
| Zawodnik                           | Konkurencja | Faza grupowa                             | Faza grupowa                          | Faza grupowa                              | Pozycja | 1/8                             | Ćwierćfinały                    | Półfinały        | Finał            | Finał   | Źródło  |
| Zawodnik                           | Konkurencja | Przeciwnik Wynik                         | Przeciwnik Wynik                      | Przeciwnik Wynik                          | Pozycja | Przeciwnik Wynik                | Przeciwnik Wynik                | Przeciwnik Wynik | Przeciwnik Wynik | Pozycja | Źródło  |
| ---------------------------------- | ----------- | ---------------------------------------- | ------------------------------------- | ----------------------------------------- | ------- | ------------------------------- | ------------------------------- | ---------------- | ---------------- | ------- | ------- |
| Adrian Carambula Enrico Rossi      | mężczyzni   | Gibb Bourne 0:2 (18:21, 19:21)           | Cherif Tijan 0:2 (22:24, 13:21)       | Heidrich Gerson 1:2 (14:21, 26:24, 13:15) | 4.      | NQ                              | NQ                              | NQ               | NQ               | 19.     | [ 206 ] |
| Paolo Nicolai Daniele Lupo         | mężczyzni   | Thole Wickler 2:1 (19:21, 21:19, 15:13)  | Ishijima Shiratori 2:0 (21:19, 21:16) | Kantor Łosiak 2:1 (21:19, 17:21, 15:10)   | 1.      | Bryl Fijałek 2:0 (22:20, 21:18) | Cherif Tijan 0:0 (17:21, 21:23) | NQ               | NQ               | 5.      | [ 206 ] |
| Marta Menegatti Viktoria Orsi Toth | kobiet      | Makroguzowa Chołomina 0:2 (18:21, 15:21) | del Solar Clancy 0:2 (20:22, 19:21)   | Echevarría Martínez 0:2 (16:21, 16:21)    | 4.      | NQ                              | NQ                              | NQ               | NQ               | 19.     | [ 206 ] |

### Skateboarding
| Zawodnik           | Konkurencja | Eliminacje | Eliminacje | Eliminacje | Eliminacje | Finał | Finał | Finał | Pozycja | Źródło  |
| Zawodnik           | Konkurencja | 1          | 2          | 3          | Wynik      | 1     | 2     | 3     | Pozycja | Źródło  |
| ------------------ | ----------- | ---------- | ---------- | ---------- | ---------- | ----- | ----- | ----- | ------- | ------- |
| Alessandro Mazzara | park (m)    | 7,78       | 65,25      | 24,58      | 65,25      | NQ    | NQ    | NQ    | 12.     | [ 207 ] |
| Ivan Federico      | park (m)    | 5,07       | 46,90      | 5,08       | 46,90      | NQ    | NQ    | NQ    | 18.     | [ 207 ] |

| Zawodnik   | Konkurencja | Eliminacje | Eliminacje | Finał  | Finał   | Źródło  |
| Zawodnik   | Konkurencja | Punkty     | Miejsce    | Punkty | Miejsce | Źródło  |
| ---------- | ----------- | ---------- | ---------- | ------ | ------- | ------- |
| Asia Lanzi | street (k)  | 6,13       | 14.        | NQ     | NQ      | [ 208 ] |

### Skoki do wody
| Zawodniczka                      | Konkurencja                       | Preliminacje | Preliminacje | Półfinał | Półfinał | Finał  | Finał   | Źródło                  |
| Zawodniczka                      | Konkurencja                       | Punkty       | Miejsce      | Punkty   | Miejsce  | Punkty | Miejsce | Źródło                  |
| -------------------------------- | --------------------------------- | ------------ | ------------ | -------- | -------- | ------ | ------- | ----------------------- |
| Lorenzo Marsaglia                | trampolina 3 m indywidualnie (m)  | 369,60       | 20.          | NQ       | NQ       | NQ     | NQ      | [ 209 ] [ 210 ] [ 211 ] |
| Lorenzo Marsaglia Giovanni Tocci | trampolina 3 m synchronicznie (m) | N/A          | N/A          | N/A      | N/A      | 388,05 | 6.      | [ 212 ]                 |
| Sarah Jodoin Di Maria            | wieża 10 m indywidualnie (k)      | 291,05       | 15.          | 294,00   | 14.      | NQ     | NQ      | [ 213 ] [ 214 ] [ 215 ] |
| Noemi Batki                      | wieża 10 m indywidualnie (k)      | 226,95       | 27.          | NQ       | NQ       | NQ     | NQ      | [ 213 ] [ 214 ] [ 215 ] |
| Elena Bertocchi Chiara Pellacani | trampolina 3 m synchronicznie (k) | N/A          | N/A          | N/A      | N/A      | 267,48 | 7.      | [ 216 ]                 |

### Softball
- Reprezentacja kobiet

| - Alexia Lacatena - Ilaria Cacciamani - Greta Cecchetti - Elisa Cecchetti - Marta Gasparotto - Erika Piancastelli - Andrea Filler - Amanda Fama |  | - Giulia Longhi - Andrea Howard - mily Carosone - Giulia Koutsoyanopulos - Fabrizia Marrone - Laura Vigna - Beatrice Ricchi |

| Drużyna | Konkurencja | Faza grupowa          | Faza grupowa     | Faza grupowa     | Faza grupowa     | Faza grupowa     | Faza grupowa | Finał/3. miejsce | Pozycja | Źródło          |
| Drużyna | Konkurencja | Przeciwnik Wynik      | Przeciwnik Wynik | Przeciwnik Wynik | Przeciwnik Wynik | Przeciwnik Wynik | Pozycja      | Przeciwnik Wynik | Pozycja | Źródło          |
| ------- | ----------- | --------------------- | ---------------- | ---------------- | ---------------- | ---------------- | ------------ | ---------------- | ------- | --------------- |
| Włochy  | kobiety     | Stany Zjednoczone 0:2 | Australia 0:1    | Japonia 0:5      | Meksyk 0:5       | Kanada 1:8       | 6.           | NQ               | 6.      | [ 217 ] [ 218 ] |

### Surfing
| Zawodnik            | Konkurencja | Eliminacje | Eliminacje | Eliminacje | Eliminacje | 1/8 finału               | Ćwierćfinał      | Półfinał         | Finał/3. miejsce | Pozycja | Źródło  |
| Zawodnik            | Konkurencja | Runda 1    | Runda 1    | Runda 2    | Runda 2    | 1/8 finału               | Ćwierćfinał      | Półfinał         | Finał/3. miejsce | Pozycja | Źródło  |
| Zawodnik            | Konkurencja | Wynik      | Miejsce    | Wynik      | Miejsce    | Przeciwnik Wynik         | Przeciwnik Wynik | Przeciwnik Wynik | Przeciwnik Wynik | Pozycja | Źródło  |
| ------------------- | ----------- | ---------- | ---------- | ---------- | ---------- | ------------------------ | ---------------- | ---------------- | ---------------- | ------- | ------- |
| Leonardo Fioravanti | mężczyźni   | 9,43       | 3.         | 12,53      | 1.         | Mesinas P (8,86 – 10,77) | NQ               | NQ               | NQ               | 9.      | [ 219 ] |

### Strzelectwo
| Zawodnik                        | Konkurencja                         | Kwalifikacje | Kwalifikacje | Finał | Finał   | Źródło                          |
| Zawodnik                        | Konkurencja                         | Wynik        | Pozycja      | Wynik | Pozycja | Źródło                          |
| ------------------------------- | ----------------------------------- | ------------ | ------------ | ----- | ------- | ------------------------------- |
| Lorenzo Bacci                   | karabin pneumatyczny (m)            | 622,2        | 34.          | NQ    | NQ      | [ 220 ] [ 221 ]                 |
| Marco Suppini                   | karabin pneumatyczny (m)            | 622,1        | 35.          | NQ    | NQ      | [ 220 ] [ 221 ]                 |
| Marco De Nicolo                 | karabin małokalibrowy 3 postawy (m) | 1168-60x     | 19.          | NQ    | NQ      | [ 222 ] [ 223 ]                 |
| Lorenzo Bacci                   | karabin małokalibrowy 3 postawy (m) | 1159-49x     | 30.          | NQ    | NQ      | [ 222 ] [ 223 ]                 |
| Sofia Ceccarello                | karabin pneumatyczny (k)            | 627,3        | 10.          | NQ    | NQ      | [ 224 ] [ 225 ]                 |
| Sofia Ceccarello                | karabin małokalibrowy 3 postawy (k) | 1163-52x     | 21.          | NQ    | NQ      | [ 226 ] [ 227 ]                 |
| Sofia Ceccarello Marco Suppini  | karabin pneumatyczny (mikst)        | 622,1        | 24.          | NQ    | NQ      | [ 228 ] [ 229 ] [ 230 ] [ 231 ] |
| Paolo Monna                     | pistolet pneumatyczny (m)           | 570-23x      | 26.          | NQ    | NQ      | [ 232 ] [ 233 ]                 |
| Tommaso Chelli                  | pistolet szybkostrzelny (m)         | 577-16x      | 14.          | NQ    | NQ      | [ 234 ] [ 235 ]                 |
| Riccardo Mazzetti               | pistolet szybkostrzelny (m)         | 572-16x      | 16.          | NQ    | NQ      | [ 234 ] [ 235 ]                 |
| Silvana Stanco                  | trap (k)                            | 121+3        | 3.           | 22    | 5.      | [ 236 ] [ 237 ]                 |
| Jessica Rossi                   | trap (k)                            | 119          | 8.           | NQ    | NQ      | [ 236 ] [ 237 ]                 |
| Diana Bacosi                    | skeet (k)                           | 123          | 2.           | 55    | srebro  | [ 238 ] [ 239 ]                 |
| Chiara Cainero                  | skeet (k)                           | 114          | 20.          | NQ    | NQ      | [ 238 ] [ 239 ]                 |
| Tammaro Cassandro               | skeet (m)                           | 124+5        | 2.           | 16    | 6.      | [ 240 ]                         |
| Gabriele Rossetti               | skeet (m)                           | 121          | 10.          | NQ    | NQ      | [ 240 ]                         |
| Mauro De Filippis               | trap (m)                            | 122+1        | 10.          | NQ    | NQ      | [ 241 ] [ 242 ]                 |
| Jessica Rossi Mauro de Filippis | trap mikst                          | 141          | 12.          | NQ    | NQ      | [ 243 ] [ 244 ] [ 245 ]         |

### Szermierka
| Zawodnik                                                         | Konkurencja              | 1/32             | 1/16                | 1/8               | Ćwierćfinały                          | Półfinały             | Finał/o 3. miejsce          | Finał/o 3. miejsce | Źródło  |
| Zawodnik                                                         | Konkurencja              | Przeciwnik Wynik | Przeciwnik Wynik    | Przeciwnik Wynik  | Przeciwnik Wynik                      | Przeciwnik Wynik      | Przeciwnik Wynik            | Pozycja            | Źródło  |
| ---------------------------------------------------------------- | ------------------------ | ---------------- | ------------------- | ----------------- | ------------------------------------- | --------------------- | --------------------------- | ------------------ | ------- |
| Daniele Garozzo                                                  | floret indywidualnie (m) | BYE              | Hassan W 15-6       | Matsuyama W 15-14 | Lefort W 15-10                        | Shikine W 15-9        | Cheung P 11-15              | srebro             | [ 246 ] |
| Andrea Cassarà                                                   | floret indywidualnie (m) | Bye              | Schenkel W 15-11    | Hamza P 13-15     | NQ                                    | NQ                    | NQ                          | 10.                | [ 246 ] |
| Alessio Foconi                                                   | floret indywidualnie (m) | Bye              | Sanita W 15-8       | Cheung P 3-15     | NQ                                    | NQ                    | NQ                          | 9.                 | [ 246 ] |
| Daniele Garozzo Andrea Cassarà Alessio Foconi Giorgio Avola      | floret drużynowo (m)     | N/A              | N/A                 | Bye               | Japonia · P 43-45                     | Egipt · W 45-30       | Niemcy · W WD               | 5.                 | [ 249 ] |
| Luigi Samele                                                     | szabla indywidualnie (m) | Bye              | Xu Yingming W 15-12 | Rahbari W 15-7    | Berrè W 15-10                         | Kim Jung-hwan W 15-13 | Szilágyi P 7-15             | srebro             | [ 250 ] |
| Luca Curatoli                                                    | szabla indywidualnie (m) | Bye              | Teodosiu P 13-15    | NQ                | NQ                                    | NQ                    | NQ                          | 17.                | [ 250 ] |
| Enrico Berrè                                                     | szabla indywidualnie (m) | Bye              | Ferjani W 15-10     | Teodosiu W 15-12  | Samele P 10-15                        | NQ                    | NQ                          | 7.                 | [ 250 ] |
| Luigi Samele Luca Curatoli Enrico Berrè Aldo Montano             | szabla drużynowo (m)     | N/A              | N/A                 | Bye               | Iran · W 45-44                        | Węgry · W 45-43       | Korea Południowa · P 261-45 | srebro             | [ 251 ] |
| Andrea Santarelli                                                | szpada indywidualnie (m) | Bye              | Chodos W 15-10      | Bardenet W 15-11  | Yamada W 15-13                        | Siklósi P 10-15       | Rejzlin P 12-15             | 4.                 | [ 252 ] |
| Marco Fichera                                                    | szpada indywidualnie (m) | Bye              | Kurbanow P 7-15     | NQ                | NQ                                    | NQ                    | NQ                          | 23.                | [ 252 ] |
| Enrico Garozzo                                                   | szpada indywidualnie (m) | Bye              | Kanō W 15-10        | NQ                | NQ                                    | NQ                    | NQ                          | 20.                | [ 252 ] |
| Andrea Santarelli Marco Fichera Enrico Garozzo Gabriele Cimini   | szpada drużynowo (m)     | N/A              | N/A                 | Bye               | Rosyjski Komitet Olimpijski · P 34-45 | Ukraina · P 39-45     | Szwajcaria · W 36-34        | 7.                 | [ 254 ] |
| Alice Volpi                                                      | floret indywidualnie (k) | Bye              | Kondricz W 15-5     | Ebert W 15-13     | Errigo W 15-7                         | Dierigłazowa P 10-15  | Korobiejnikowa P 14-15      | 4.                 | [ 255 ] |
| Martina Batini                                                   | floret indywidualnie (k) | Bye              | Kreiss P 10-15      | NQ                | NQ                                    | NQ                    | NQ                          | 19.                | [ 255 ] |
| Arianna Errigo                                                   | floret indywidualnie (k) | Bye              | El-Sharkawy W 15-2  | Guo W 15-8        | Volpi P 7-15                          | NQ                    | NQ                          | 5.                 | [ 255 ] |
| Alice Volpi Martina Batini Arianna Errigo Erica Cipressa         | floret drużynowo (k)     | N/A              | N/A                 | N/A               | Węgry · W 45-32                       | Francja · P 43-45     | Stany Zjednoczone · W 45-23 | brąz               | [ 256 ] |
| Rossella Gregorio                                                | szabla indywidualnie (k) | Bye              | Pozdniakowa P 12-15 | NQ                | NQ                                    | NQ                    | NQ                          | 23.                | [ 257 ] |
| Martina Criscio                                                  | szabla indywidualnie (k) | Bye              | Yoon Ji-su P 11-15  | NQ                | NQ                                    | NQ                    | NQ                          | 24.                | [ 257 ] |
| Irene Vecchi                                                     | szabla indywidualnie (k) | Bye              | Lembach W 15-11     | Wielika P 12-15   | NQ                                    | NQ                    | NQ                          | 12.                | [ 257 ] |
| Rossella Gregorio Martina Criscio Irene Vecchi Michela Battiston | szabla drużynowo (k)     | N/A              | N/A                 | Bye               | Chiny · W 45-41                       | Francja · P 39-45     | Korea Południowa · P 42-45  | 4.                 | [ 258 ] |
| Federica Isola                                                   | szpada indywidualnie (k) | Bye              | Besbes W 14-12      | Lin Sheng W 15-9  | Sun Yiwen P 10-11                     | NQ                    | NQ                          | 6.                 | [ 259 ] |
| Rossella Fiamingo                                                | szpada indywidualnie (k) | Bye              | Moellhausen W 10-9  | Jarecka W 15-13   | Lehis P 7-15                          | NQ                    | NQ                          | 8.                 | [ 259 ] |
| Mara Navarria                                                    | szpada indywidualnie (k) | Bye              | Liczagina W 15-12   | Lehis P 10-15     | NQ                                    | NQ                    | NQ                          | 10.                | [ 259 ] |
| Federica Isola Rossella Fiamingo Mara Navarria Alberta Santuccio | szpada drużynowo (k)     | N/A              | N/A                 | N/A               | Rosyjski Komitet Olimpijski · W 33-31 | Estonia · P 34-42     | Chiny · W 23-21             | brąz               | [ 260 ] |

### Taekwondo
| Zawodnik         | Konkurencja     | 1/8              | Ćwierćfinał          | Półfinał         | Repesaż          | Finał/3. miejsce | Finał/3. miejsce | Źródło  |
| Zawodnik         | Konkurencja     | Przeciwnik Wynik | Przeciwnik Wynik     | Przeciwnik Wynik | Przeciwnik Wynik | Przeciwnik Wynik | Pozycja          | Źródło  |
| ---------------- | --------------- | ---------------- | -------------------- | ---------------- | ---------------- | ---------------- | ---------------- | ------- |
| Vito Dell’Aquila | -58 kg mężczyzn | Salim W 26-13    | Sawekwiharee W 37-17 | Guzmán W 29-10   | N/A              | Jendoubi W 16-12 | złoto            | [ 261 ] |
| Simone Alessio   | -80 kg mężczyzn | Soares W 22-3    | Eissa P 5-6          | NQ               | NQ               | NQ               | 9.               | [ 262 ] |

### Tenis stołowy
| Zawodnik         | Konkurencja        | Eliminacje       | Runda 1             | Runda 2          | Runda 3          | 1/8 finału       | Ćwierćfinały     | Półfinały        | Finał            | Finał   | Źródło  |
| Zawodnik         | Konkurencja        | Przeciwnik Wynik | Przeciwnik Wynik    | Przeciwnik Wynik | Przeciwnik Wynik | Przeciwnik Wynik | Przeciwnik Wynik | Przeciwnik Wynik | Przeciwnik Wynik | Pozycja | Źródło  |
| ---------------- | ------------------ | ---------------- | ------------------- | ---------------- | ---------------- | ---------------- | ---------------- | ---------------- | ---------------- | ------- | ------- |
| Debora Vivarelli | gra pojedyncza (k) | Bye              | Jian Fang Lay P 1-4 | NQ               | NQ               | NQ               | NQ               | NQ               | NQ               | 49.     | [ 263 ] |

### Tenis ziemny
| Zawodnik                       | Konkurencja | Pierwsza runda                 | Druga runda                              | Trzecia runda                            | Ćwierćfinały                      | Półfinały        | Finał            | Finał   | Źródło  |
| Zawodnik                       | Konkurencja | Przeciwnik Wynik               | Przeciwnik Wynik                         | Przeciwnik Wynik                         | Przeciwnik Wynik                  | Przeciwnik Wynik | Przeciwnik Wynik | Pozycja | Źródło  |
| ------------------------------ | ----------- | ------------------------------ | ---------------------------------------- | ---------------------------------------- | --------------------------------- | ---------------- | ---------------- | ------- | ------- |
| Lorenzo Musetti                | singiel (m) | Millman P 0-2 (3:6, 4:6)       | NQ                                       | NQ                                       | NQ                                | NQ               | NQ               | 33.     | [ 264 ] |
| Lorenzo Sonego                 | singiel (m) | singiel (m)                    | Taro W 1-2 (6:4, 7:7, 7:6)               | Basilaszwili P 1-2 (4:6, 6:3, 4:6)       | NQ                                | NQ               | NQ               | 17.     | [ 264 ] |
| Fabio Fognini                  | singiel (m) | singiel (m)                    | Sugita W 2-0 (6:4, 6:3)                  | Hierasimau W 2-0 (6:4, 7:6)              | Miedwiediew P 1-2 (2:6, 6:3, 2:6) | NQ               | NQ               | 9.      | [ 264 ] |
| Lorenzo Musetti Lorenzo Sonego | debel (m)   | N/A                            | Andújar Carballés Baena W 2-0 (7:6, 6:4) | Mektić Pavić P 1-2 (5:7, 7:6, 7:10)      | NQ                                | NQ               | NQ               | 9.      | [ 265 ] |
| Camila Giorgi                  | singiel (k) | Brady W 2-0 (6:4, 3:6, 6:7)    | Wiesnina W 2-0 (6:3, 6:1)                | Plíšková W 2-0 (6:4, 6:2)                | Switolina P 0-2 (4:6, 4:6)        | NQ               | NQ               | 5.      | [ 266 ] |
| Sara Errani                    | singiel (k) | Pawluczenkowa P 0-2 (0:6, 1:6) | NQ                                       | NQ                                       | NQ                                | NQ               | NQ               | 33.     | [ 266 ] |
| Jasmine Paolini                | singiel (k) | Kvitová P 0-2 (4:6, 3:6)       | NQ                                       | NQ                                       | NQ                                | NQ               | NQ               | 3.      | [ 266 ] |
| Sara Errani Jasmine Paolini    | debel (k)   | N/A                            | Melichar Riske W 2-1 (6:3, 5:7, 10:2)    | L. Kiczenok N. Kiczenok P 0-2 (6:7, 2:6) | NQ                                | NQ               | NQ               | 9.      | [ 267 ] |

### Triathlon
| Zawodnik                                                        | Konkurencja | Pływanie                | Zmiana 1            | Jazda na rowerze        | Zmiana 2            | Bieg                    | Czas    | Pozycja | Źródło  |
| --------------------------------------------------------------- | ----------- | ----------------------- | ------------------- | ----------------------- | ------------------- | ----------------------- | ------- | ------- | ------- |
| Alice Betto                                                     | kobiety     | 19:14                   | 0:42                | 1:03:11                 | 0:33                | 34:32                   | 1:58:22 | 7.      | [ 268 ] |
| Verena Steinhauser                                              | kobiety     | 19:42                   | 0:44                | 1:04:52                 | 0:33                | 35:56                   | 2:01:47 | 20.     | [ 268 ] |
| Angelica Olmo                                                   | kobiety     | 20:15                   | 0:45                | 1:06:01                 | 0:36                | DNF                     | DNF     | DNF     | [ 268 ] |
| Gianluca Pozzatti                                               | mężczyźni   | 18:00                   | 0:43                | 56:24                   | 0:36                | 33:31                   | 1:49:34 | 37.     | [ 269 ] |
| Delian Stateff                                                  | mężczyźni   | 17:54                   | 0:42                | 56:31                   | 0:29                | 34:24                   | 1:50:00 | 39.     | [ 269 ] |
| Verena Steinhauser Gianluca Pozzatti Alice Betto Delian Stateff | sztafeta    | 04:03 04:04 04:24 04:02 | 0:39 0:37 0:39 0:41 | 10:21 09:25 10:41 10:19 | 0:28 0:29 0:30 0:28 | 06:17 05:50 06:31 05:59 | 1:26:23 | 8.      | [ 270 ] |

### Wioślarstwo
| Zawodnik                                                           | Konkurencja | Eliminacje | Eliminacje | Repesaż | Repesaż | Ćwierćfinały | Ćwierćfinały | Półfinały            | Półfinały | Finał           | Finał      | Miejsce | Źródło  |
| Zawodnik                                                           | Konkurencja | Czas       | M.         | Czas    | M.      | Czas         | M.           | Czas                 | M.        | Czas            | M.         | Miejsce | Źródło  |
| ------------------------------------------------------------------ | ----------- | ---------- | ---------- | ------- | ------- | ------------ | ------------ | -------------------- | --------- | --------------- | ---------- | ------- | ------- |
| Gennaro Di Mauro                                                   | M1x         | 7:06,87    | 2.         | N/A     | N/A     | 7:26,25      | 3.           | 6:50,19 Półfinał A/B | 4.        | 6:47,38 Finał B | 2.         | 8.      | [ 271 ] |
| Giovanni Abagnale Marco Di Costanzo                                | M2-         | 6:48,74    | 2.         | N/A     | N/A     | N/A          | N/A          | 6:20,29              | 5.        | 6:31,43 Finał B | 5.         | 11.     | [ 272 ] |
| Stefano Oppo Pietro Ruta                                           | LM2x        | 6:24,25    | 2.         | N/A     | N/A     | N/A          | N/A          | 6:07,70              | 2.        | 6:14,30 Finał A | 3.         | brąz    | [ 273 ] |
| Simone Venier Andrea Panizza Luca Rambaldi Giacomo Gentili         | M4x         | 5:39,28    | 2.         | N/A     | N/A     | N/A          | N/A          | N/A                  | N/A       | 5:37,29         | 5. Finał A | 5.      | [ 274 ] |
| Matteo Castaldo Marco Di Costanzo Matteo Lodo Giuseppe Vicino      | M4-         | 5:57,67    | 2.         | N/A     | N/A     | N/A          | N/A          | N/A                  | N/A       | 5:43,60         | 3. Finał A | brąz    | [ 275 ] |
| Alessandra Patelli Chiara Ondoli                                   | W2x         | 7:03,96    | 3.         | N/A     | N/A     | N/A          | N/A          | 7:19,25              | 4.        | 6:58,88 Finał B | 3.         | 9.      | [ 276 ] |
| Kiri Tontodonati Aisha Rocek                                       | W2-         | 7:22,79    | 3.         | N/A     | N/A     | N/A          | N/A          | 7:04,52              | 6.        | 7:04,46 Finał B | 6.         | 12.     | [ 277 ] |
| Valentina Rodini Federica Cesarini                                 | LW2x        | 7:04,66    | 2.         | N/A     | N/A     | N/A          | N/A          | 6:41,36              | 1.        | 6:47,54 Finał A | 1.         | złoto   | [ 278 ] |
| Valentina Iseppi Alessandra Montesano Veronica Lisi Stefania Gobbi | W4x         | 6:20,45    | 3.         | 6:37,44 | 2.      | N/A          | N/A          | N/A                  | N/A       | 6:13,33 Finał A | 4.         | 4.      | [ 279 ] |

### Wspinaczka sportowa
| Zawodnik           | Konkurencja | Kwalifikacje           | Kwalifikacje | Kwalifikacje | Kwalifikacje | Kwalifikacje | Finał                  | Finał      | Finał       | Finał  | Pozycja | Źródło          |
| Zawodnik           | Konkurencja | Wyniki                 | Wyniki       | Wyniki       | Punkty       | Miejsce      | Wyniki                 | Wyniki     | Wyniki      | Punkty | Pozycja | Źródło          |
| Zawodnik           | Konkurencja | Wspinaczka na szybkość | Bouldering   | Prowadzenie  | Punkty       | Miejsce      | Wspinaczka na szybkość | Bouldering | Prowadzenie | Punkty | Pozycja | Źródło          |
| ------------------ | ----------- | ---------------------- | ------------ | ------------ | ------------ | ------------ | ---------------------- | ---------- | ----------- | ------ | ------- | --------------- |
| Michael Piccolruaz | mężczyźni   | 8                      | 13           | 12           | 1248         | 15.          | NQ                     | NQ         | NQ          | NQ     | 15.     | [ 280 ] [ 281 ] |
| Ludovico Fossali   | mężczyźni   | 13                     | 19,5         | 18           | 4563         | 19.          | NQ                     | NQ         | NQ          | NQ     | 19.     | [ 280 ] [ 281 ] |
| Laura Rogora       | kobiety     | 19                     | 7            | 10           | 1330         | 15.          | NQ                     | NQ         | NQ          | NQ     | 15.     | [ 282 ] [ 283 ] |

### Zapasy
| Zawodnik        | Konkurencja           | Kwalifikacje     | 1/8              | Ćwierćfinał      | Półfinał             | Repesaż 1        | Finał            | Finał   | Źródło  |
| Zawodnik        | Konkurencja           | Przeciwnik Wynik | Przeciwnik Wynik | Przeciwnik Wynik | Przeciwnik Wynik     | Przeciwnik Wynik | Przeciwnik Wynik | Pozycja | Źródło  |
| --------------- | --------------------- | ---------------- | ---------------- | ---------------- | -------------------- | ---------------- | ---------------- | ------- | ------- |
| Frank Chamizo   | -74 kg styl wolny (m) | N/A              | Kenczadze W 5-1  | Bayramov W 3-1   | Kadimagomiedow P 7-9 | N/A              | Dake P 0-5       | 5.      | [ 284 ] |
| Abraham Conyedo | -97 kg styl wolny (m) | N/A              | Saritow W 6-1    | Snyder P 0-6     | NQ                   | Steen W 4-2      | Karadeniz W 6-2  | brąz    | [ 285 ] |

### Żeglarstwo
Kobiety
| Zawodnik                  | Konkurencja | Wyścig | Wyścig | Wyścig | Wyścig | Wyścig | Wyścig | Wyścig | Wyścig | Wyścig | Wyścig | Wyścig | Wyścig | Wyścig | Punkty | Finałowa pozycja | Źródło  |
| Zawodnik                  | Konkurencja | 1      | 2      | 3      | 4      | 5      | 6      | 7      | 8      | 9      | 10     | 11     | 12     | M*     | Punkty | Finałowa pozycja | Źródło  |
| ------------------------- | ----------- | ------ | ------ | ------ | ------ | ------ | ------ | ------ | ------ | ------ | ------ | ------ | ------ | ------ | ------ | ---------------- | ------- |
| Elena Berta Bianca Caruso | 470         | 5      | 10     | 9      | 12     | 8      | 16     | 14     | 16     | 16     | 12     | N/A    | N/A    | NQ     | 102    | 13.              | [ 286 ] |
| Marta Maggetti            | RS:X        | 6      | 3      | 3      | 13     | 6      | 7      | 5      | 6      | 3      | 5      | 6      | 8      | 8      | 66     | 4.               | [ 287 ] |

Mężczyźni
| Zawodnik                       | Konkurencja | Wyścig | Wyścig | Wyścig | Wyścig | Wyścig | Wyścig | Wyścig | Wyścig | Wyścig | Wyścig | Wyścig | Wyścig | Wyścig | Punkty | Finałowa pozycja | Źródło  |
| Zawodnik                       | Konkurencja | 1      | 2      | 3      | 4      | 5      | 6      | 7      | 8      | 9      | 10     | 11     | 12     | M*     | Punkty | Finałowa pozycja | Źródło  |
| ------------------------------ | ----------- | ------ | ------ | ------ | ------ | ------ | ------ | ------ | ------ | ------ | ------ | ------ | ------ | ------ | ------ | ---------------- | ------- |
| Giacomo Ferrari Giulio Calabro | 470         | 9      | 9      | 12     | 9      | 9      | 4      | 14     | 3      | 10     | 2      | N/A    | N/A    | 14     | 81     | 6.               | [ 288 ] |
| Mattia Camboni                 | RS:X        | 4      | 2      | 4      | 8      | 2      | 2      | 8      | 13     | 4      | 8      | 3      | 9      | 22 OCS | 76     | 5.               | [ 289 ] |

Open
| Zawodnik                    | Konkurencja | Wyścig | Wyścig | Wyścig | Wyścig | Wyścig | Wyścig | Wyścig | Wyścig | Wyścig | Wyścig | Wyścig | Wyścig | Wyścig | Punkty | Finałowa pozycja | Źródło  |
| Zawodnik                    | Konkurencja | 1      | 2      | 3      | 4      | 5      | 6      | 7      | 8      | 9      | 10     | 11     | 12     | M*     | Punkty | Finałowa pozycja | Źródło  |
| --------------------------- | ----------- | ------ | ------ | ------ | ------ | ------ | ------ | ------ | ------ | ------ | ------ | ------ | ------ | ------ | ------ | ---------------- | ------- |
| Ruggero Tita Caterina Banti | Nacra 17    | 1      | 3      | 1      | 2      | 5      | 1      | 8      | 3      | 2      | 2      | 1      | 2      | 12     | 35     | złoto            | [ 290 ] |

M = Wyścig medalowy